# Erich Dieckmann (Möbeldesigner)

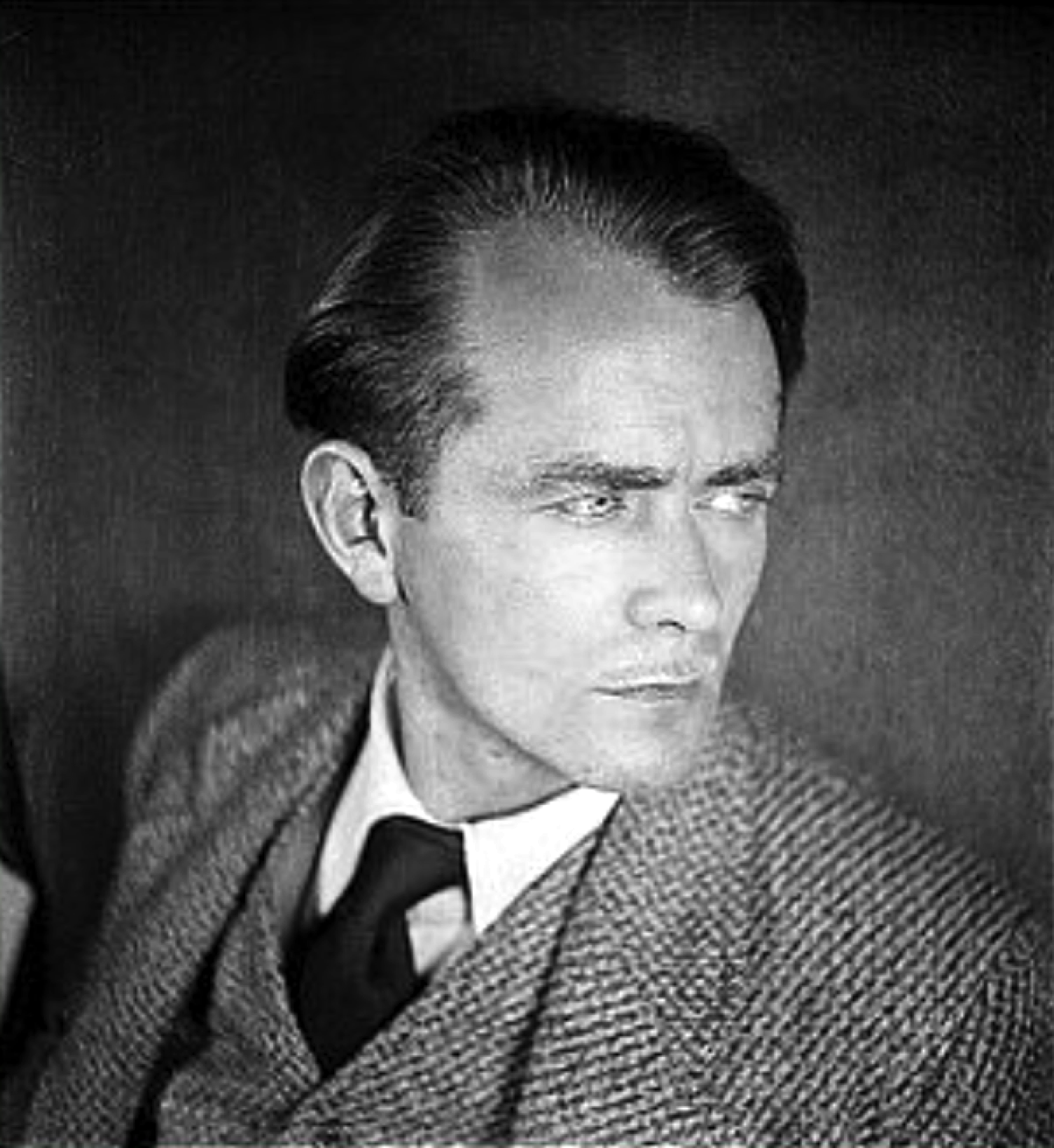
Erich Dieckmann, um 1924

Erich Dieckmann (* 5. November 1896 in Kauernik, Kreis Löbau, Westpreußen; † 8. November 1944 in Berlin) war ein deutscher Tischler, Möbeldesigner, Industriedesigner, Innenarchitekt, Architekt und Hochschullehrer. Neben Marcel Breuer gilt er als bedeutendster Möbeldesigner des Bauhauses in Weimar und Dessau. Er entwickelte primär Mobiliar, sogenannte Typenmöbel, wie Schränke, Tische und Sitzmöbel, zunächst aus Holz in geometrischer Grundform mit rechtwinkligen Rahmen sowie deren standardisierte und normierte Ausführung, die eine kostengünstige Produktion ermöglichte. Später entwarf er auch teils schwungvoll geformte organische Sitzmöbel aus Holz, Natur- und Stahlrohr, aber auch Teppich-Dessins, Uhren, Einrichtungs- und Farbkonzepte für zweckgebundene Innenräume. Sein Leben und Werk gerieten durch seinen frühen Tod in Vergessenheit.

„Ein Möbelstück ist entweder organisch gewachsen, stets im Hinblick auf seine Bestimmung aus den einzelnen Teilen entwickelt oder es ist zusammengestoppelt – aus einem Elefantenleib, einem Lorbeerblatt, einem Spinnenbein, wenn man so will.“

## Biografie

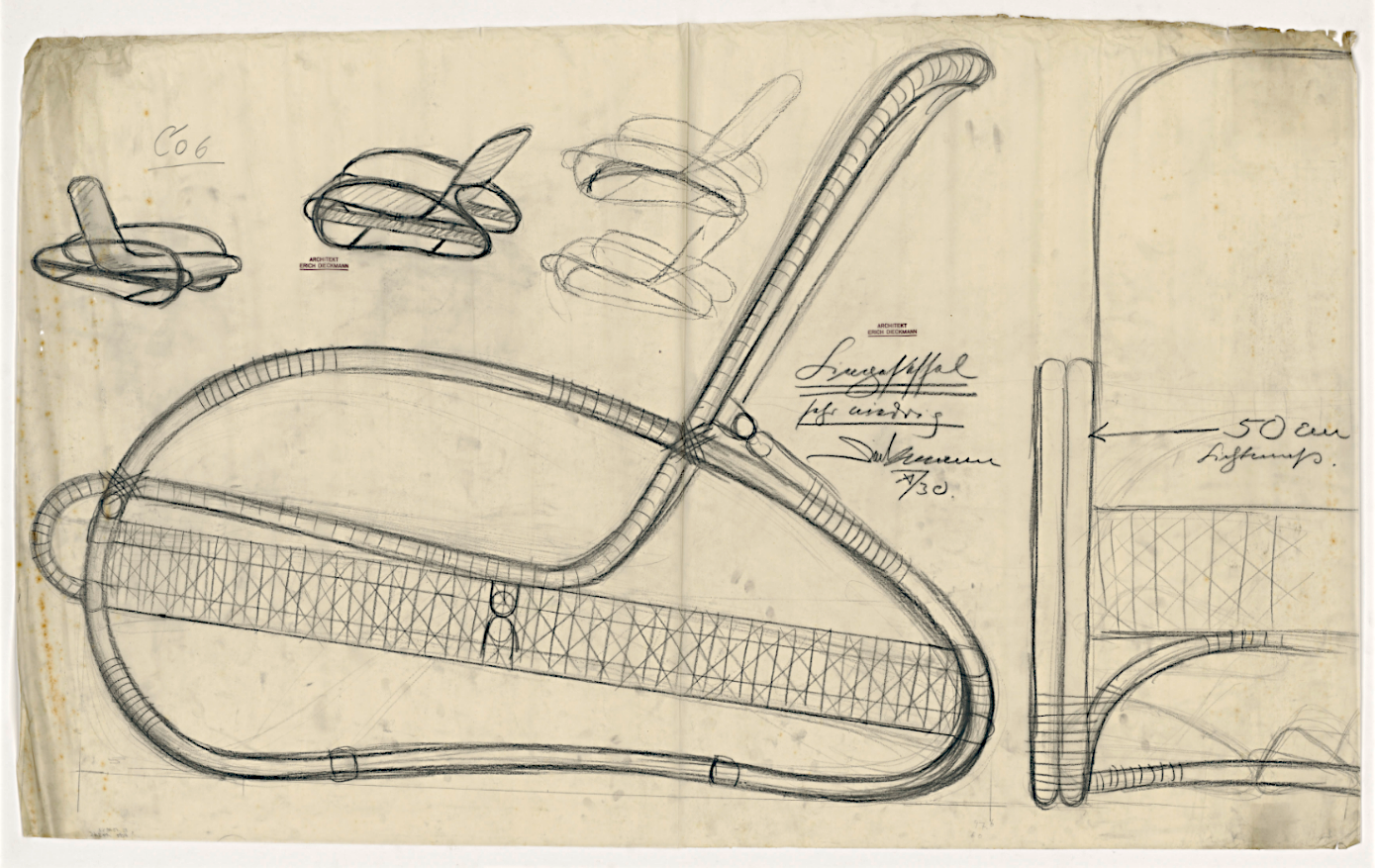
Entwurf Liegesessel, Co 6 (Möbelentwürfe, Korbmöbel) Erich Dieckmann 1930

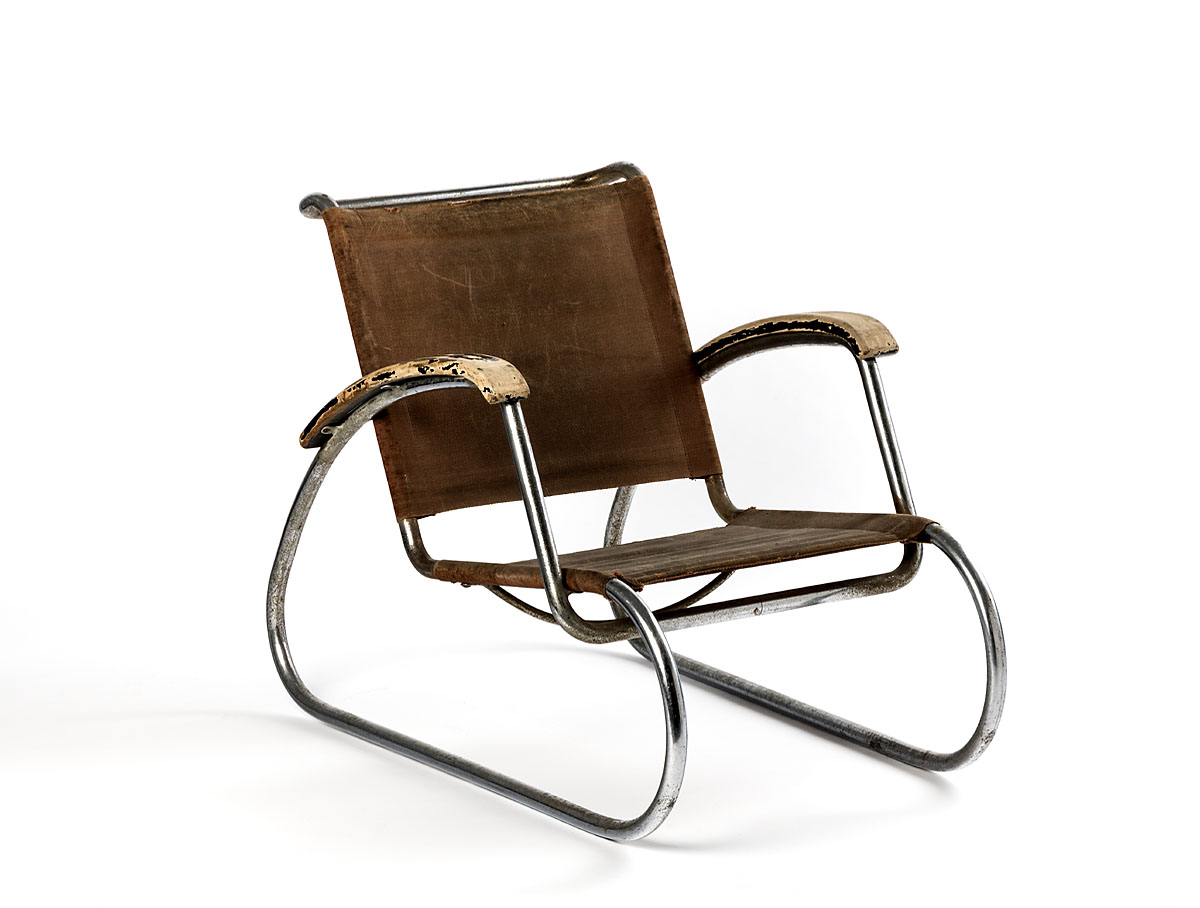
Stahlrohrsessel Modell Cabaso, (mögliches Modell 8239) 1931 Erich Dieckmann

Erich Dieckmann wurde am  5. November 1896 in Kauernik als dritter Sohn des königlich preußischen Landjägermeisters Hermann Dieckmann (1859–1924) geboren und wuchs in Niedersachsen auf. Er hatte noch zwei jüngere Brüder und eine Schwester. Über seine Mutter und die jüngeren Geschwister liegen bis jetzt keine Informationen vor.

### Schule
Nach der Dorfschule in Bad Bentheim besuchte Erich Dieckmann das Realgymnasium in Goslar, das er im Jahr 1913 mit dem Einjährigen (Mittlere Reife) abschloss. Mit 16 Jahren fuhr er als Schiffsjunge auf dem Segelschiff Jonny für etwa ein Jahr zur See, um den Seemannsberuf zu erlernen, und gelangte so beispielsweise nach Russland, Großbritannien, Spanien und Afrika.

### Erster Weltkrieg

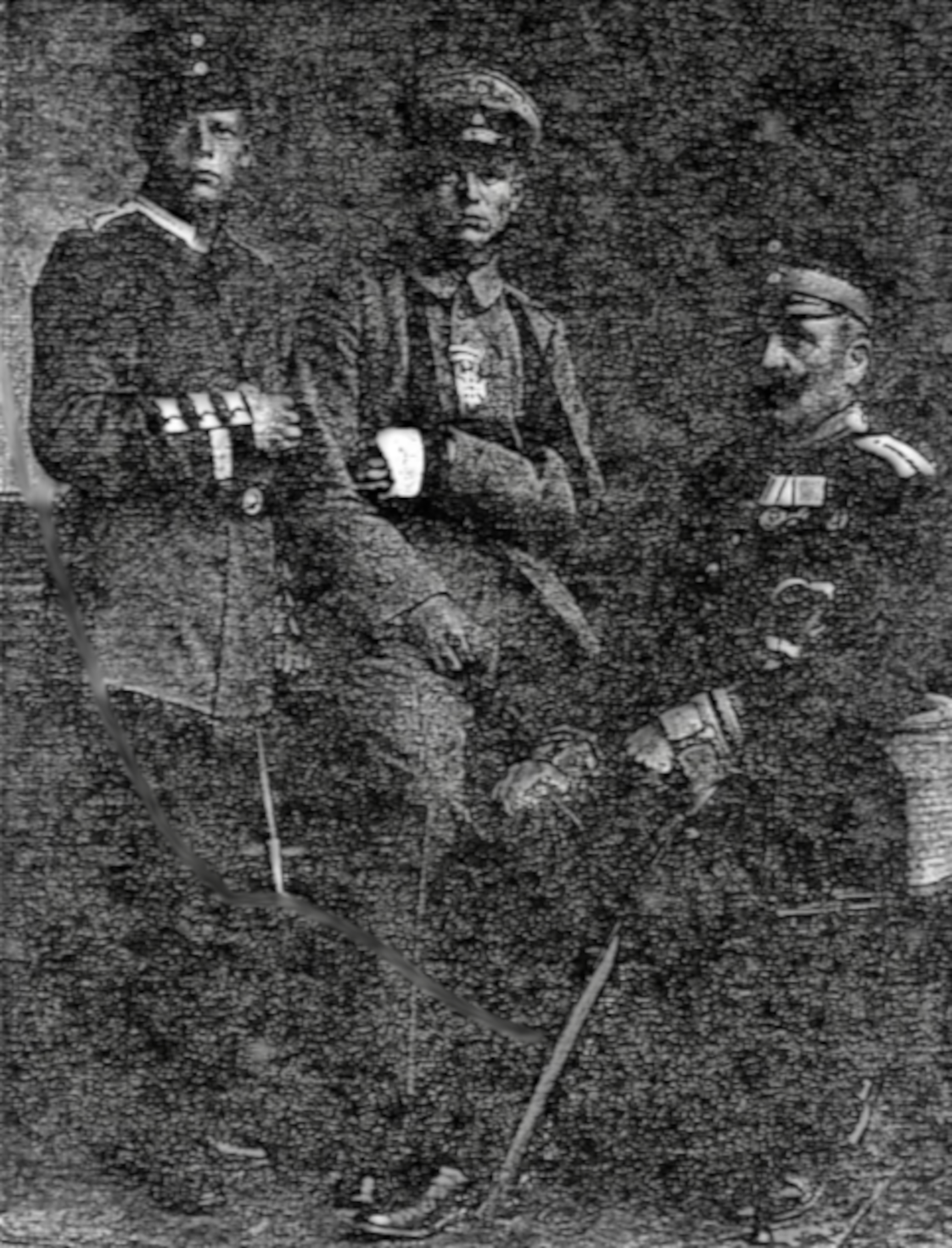
Fotografie 1. Weltkrieg Erich Dickmann mittig, älterer Bruder links (beide verwundet) und der Vater Hermann (1859–1924) sitzend, um 1917 Fotograf unbekannt

Nach dem Beginn des Ersten Weltkrieges im August 1914 meldete er sich wie viele enthusiastische und patriotische Deutsche 17-jährig freiwillig für den Dienst bei der Kriegsmarine, wurde jedoch mangels Bedarf zum kaiserlichen Heer einberufen und dem nach der Schlacht an der Marne von dem Hannoverschen Jäger-Bataillon Nr. 10 aufgestellten Reserve-Jäger-Bataillon Nr. 23 in Goslar (I. Res. Jäg. 23, im Grünen Korps) zugeteilt, das der 51. Reserve-Division und deren Untergliederung, der 101. Reserve-Infanterie-Brigade, unterstellt war. Das Reserve-Jäger-Bataillon Nr. 23 wurde an die Westfront in Marsch gesetzt. Im Herbst 1914 nahm Dieckmann an der Ersten Flandernschlacht teil, 1915 war er an der Eroberung von Langemarck nördlich von Ypern beteiligt. Sein linker Unterarm wurde dort durch ein kanadisches Explosivgeschoss zerschmettert. Sein Unterarm und die linke Hand wurden mit den damaligen Mitteln mühsam durch Implantate wieder aufgebaut, wodurch Dieckmann knapp zwei Jahre in Lazaretten lag, zuletzt in Göttingen. Durch die bleibende körperliche Behinderung, eine „Erwerbsbeschränkung“ von 50 % wurde attestiert, musste er seinen Wunsch Seemann zu werden aufgeben. Sein älterer Bruder Ernst (1895–1916) fiel im Alter von 18 Jahren, an der Westfront in den Argonnen, ein weiterer älterer Bruder wurde wie Erich schwerverwundet.
Um studieren zu können, besuchte er erneut eine Oberrealschule und schloss sie mit der Reifeprüfung ab. An der Technischen Hochschule Danzig studierte er von 1918 bis 1920 Architektur, brach dieses Studium jedoch nach dem Vordiplom ab, weil ihm sowohl die Methodik als auch die Ziele der fachlichen Hochschullehre missfielen.
Nach seinem Architektur-Vordiplom begann er an der Hochschule für Bildende Künste Dresden ein Mal- und Zeichenstudium, das ihn jedoch nicht zufriedenstellte.

## Am Bauhaus Weimar

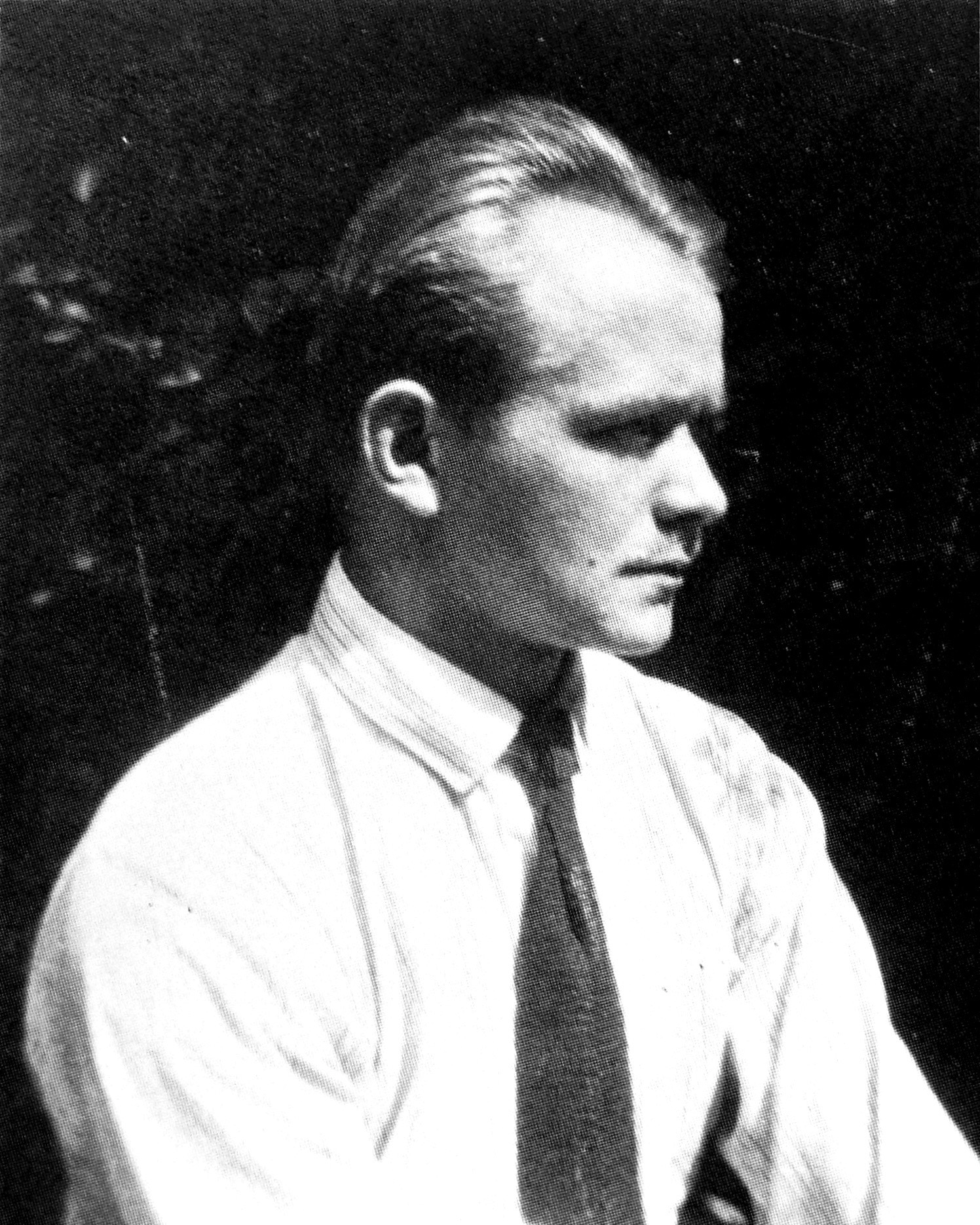
Erich Dieckmann zu Beginn seines Studiums und seiner Lehre am Bauhaus in Weimar, um 1921

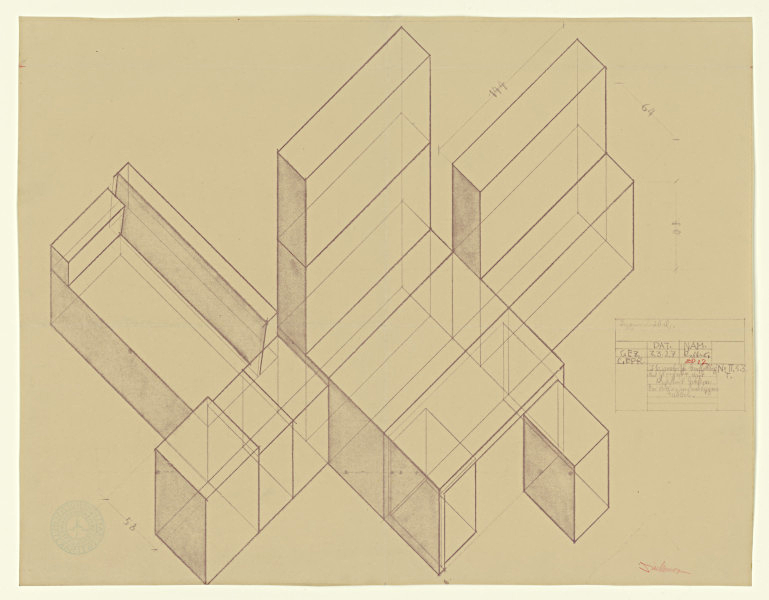
Typenmöbel, Isometrische Darstellung (Möbelentwürfe, Wohnräume) 03-03-1927 Erich Dieckmann

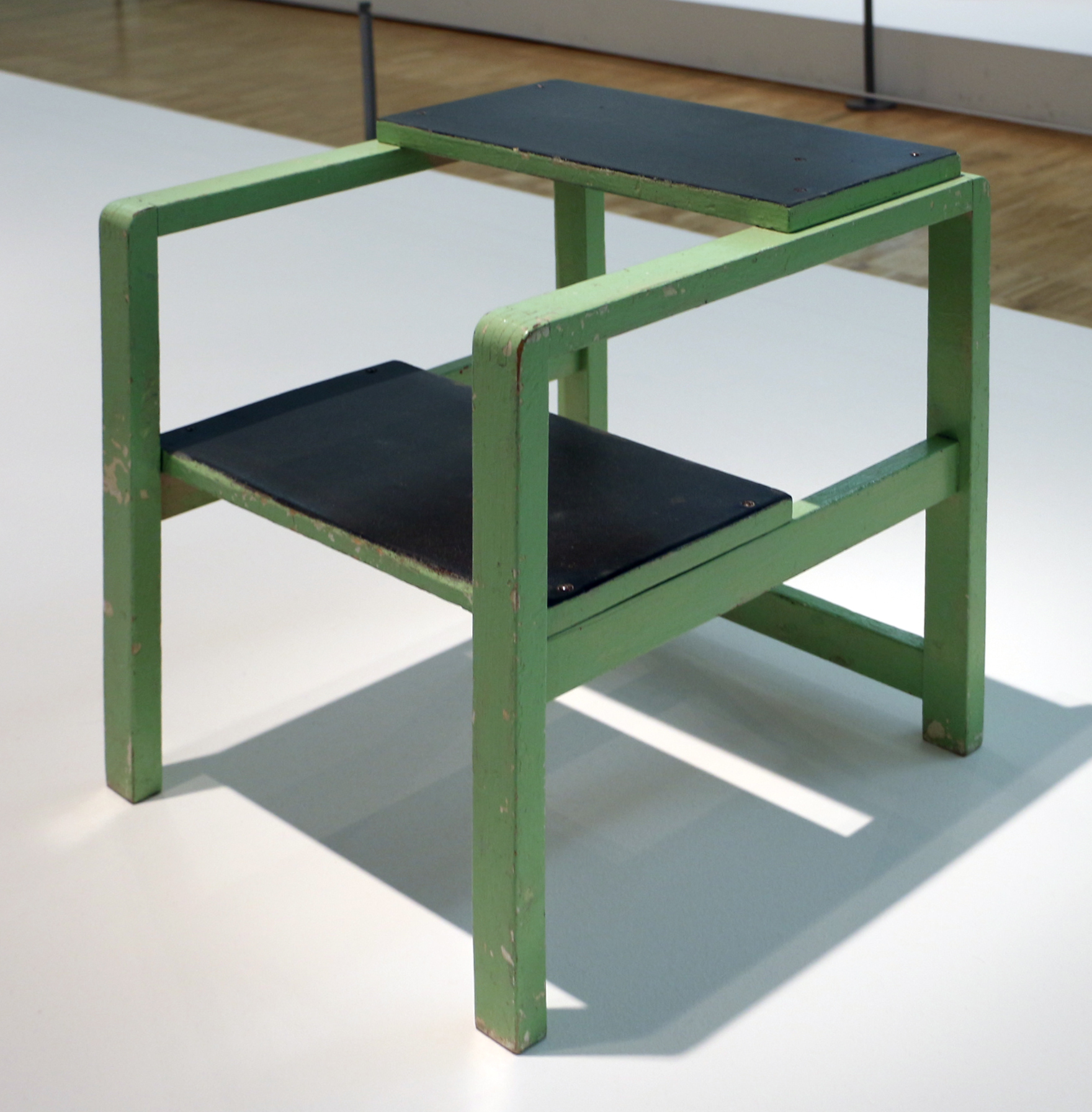
Kinderstuhl, ca. 1925

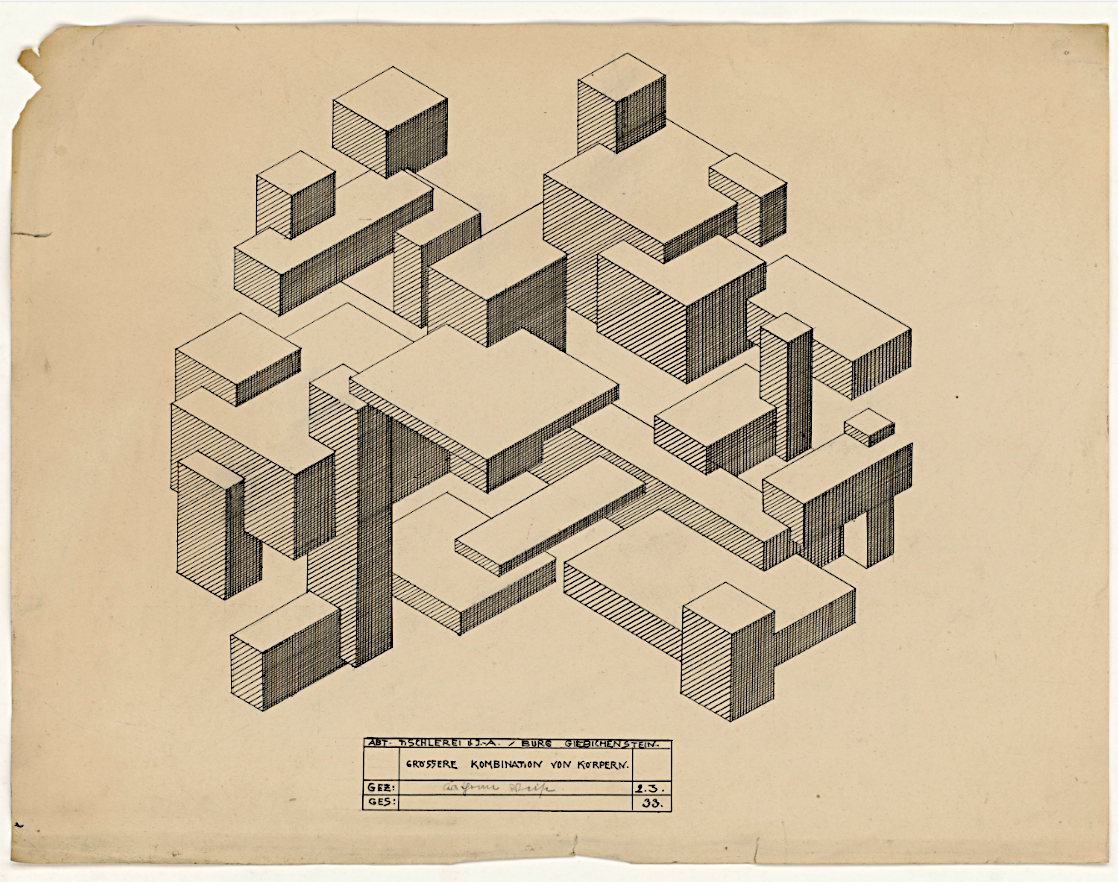
Größere Kombination von Körpern (Kompositionsstudien, geometrisch) 02-03-1933 Erich Dieckmann

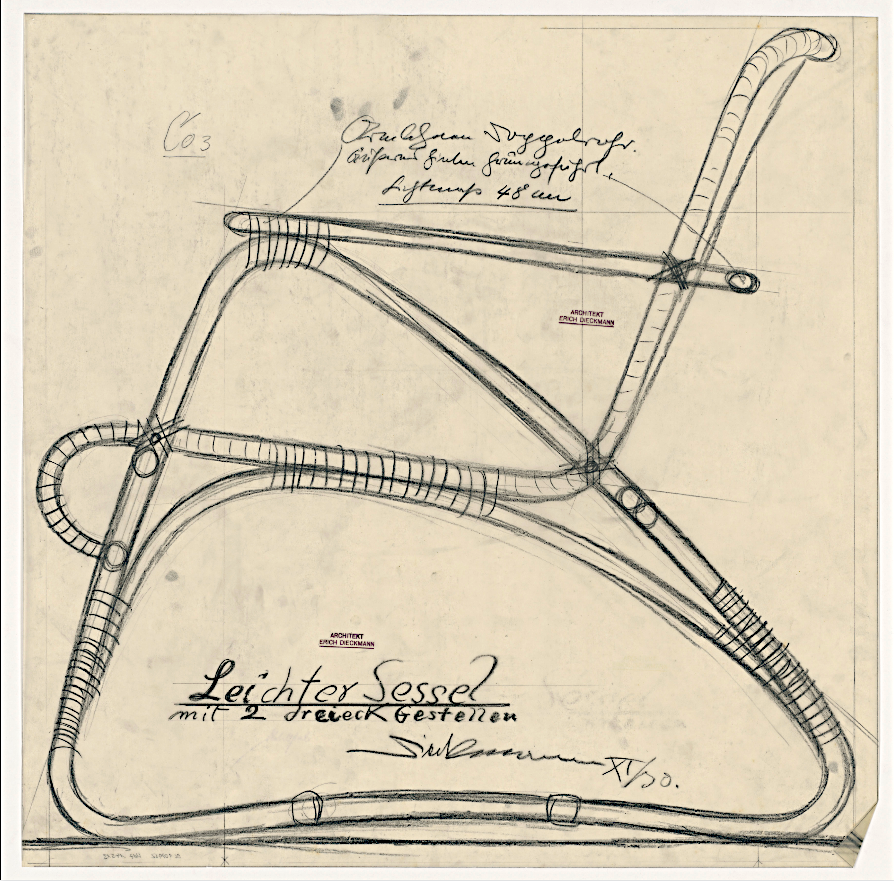
Entwurf Leichter Sessel, Modell Co 3 (Möbelentwürfe, Korbmöbel) Bleistift, auf Transparentpapier, Erich Dieckmann 1930

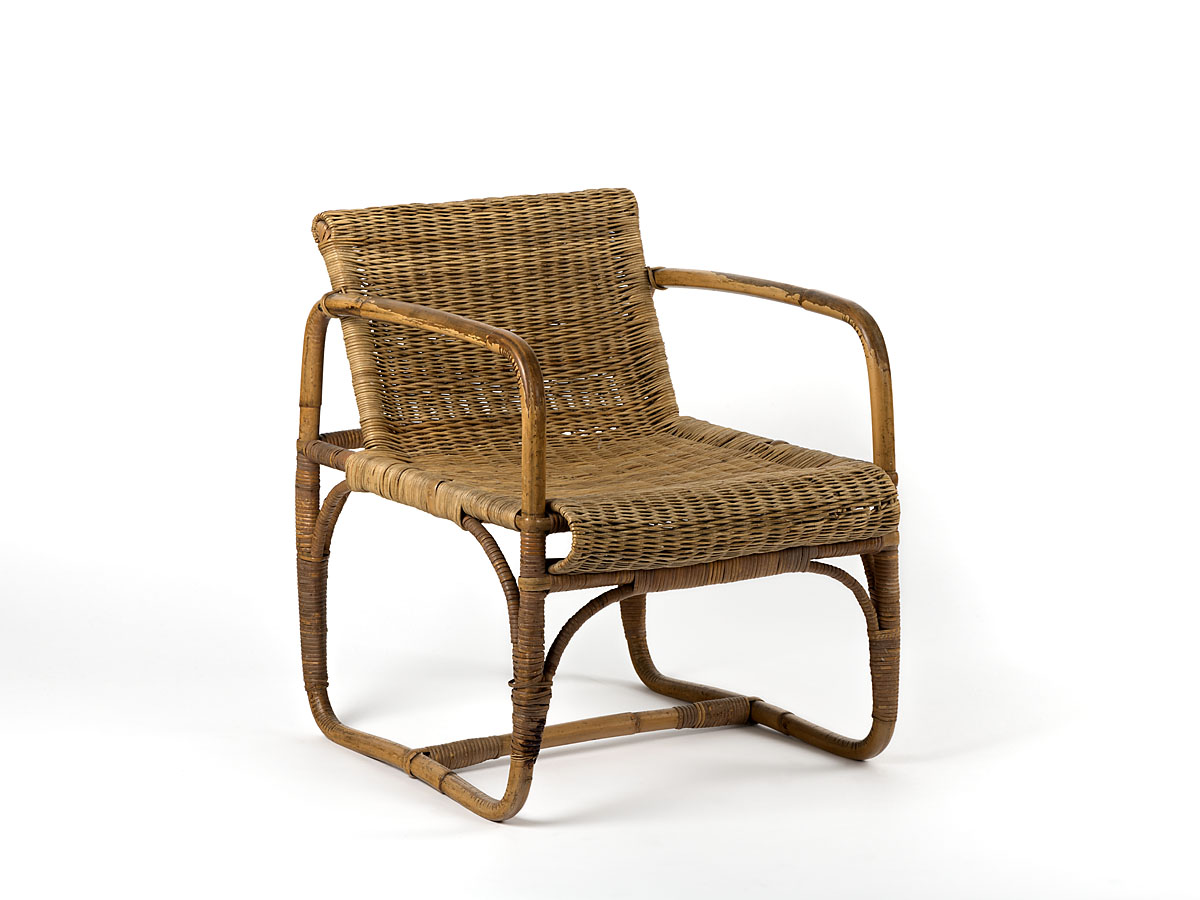
Korbstuhl (Modell 1) 1930 Erich Dieckmann

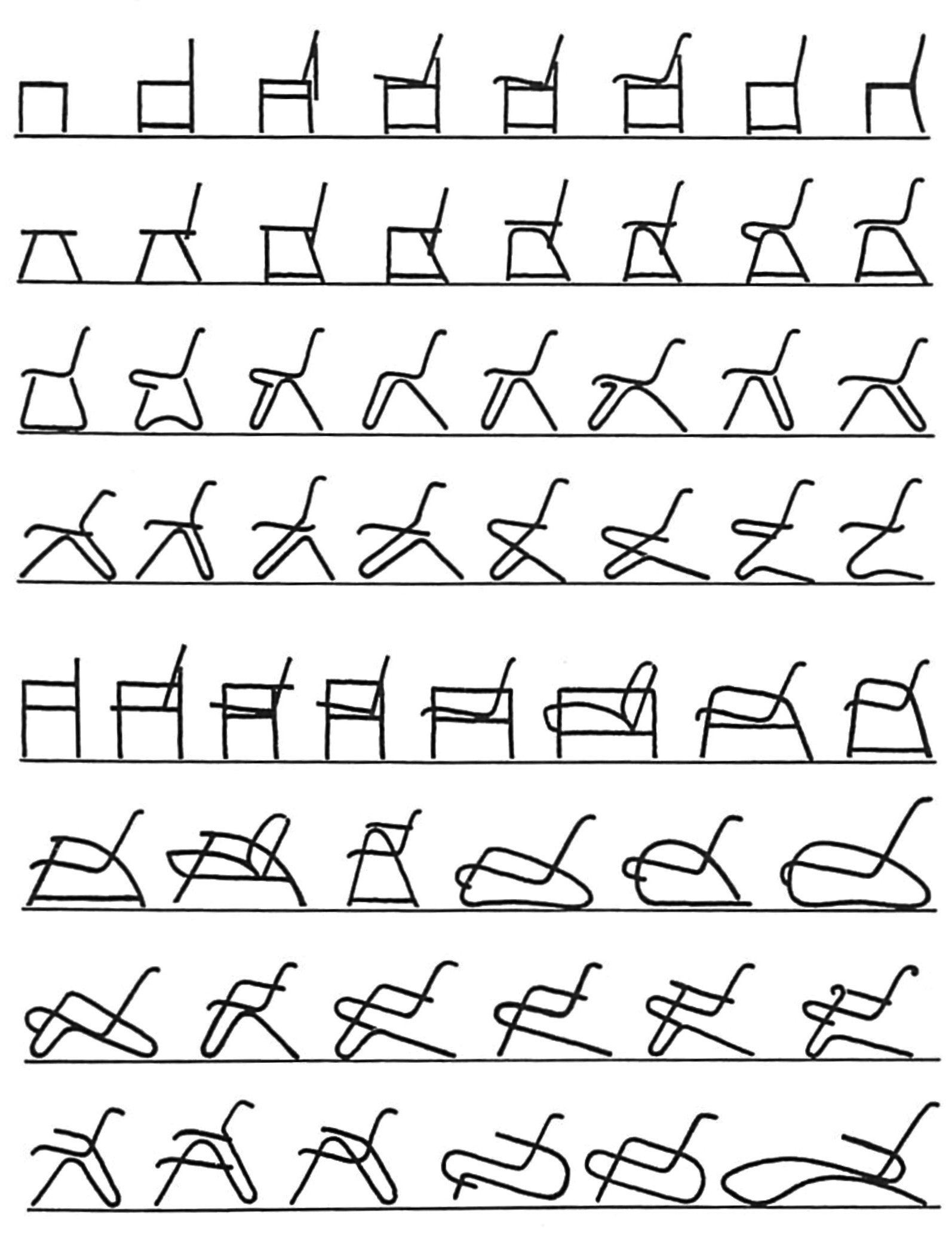
Sitzmöbel-Entwicklungsreihen von Erich Dieckmann, 1931

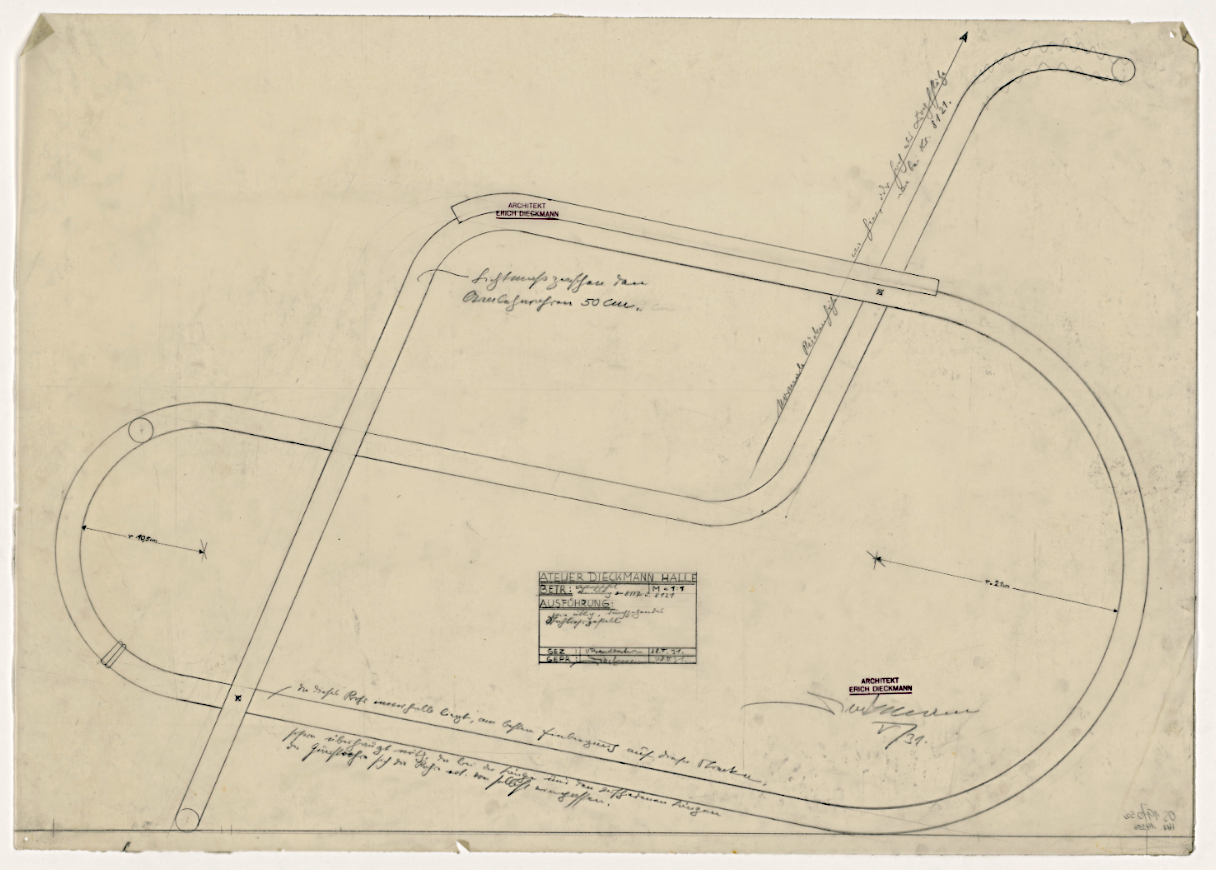
Entwurf Stahlrohrsessel (Möbelentwürfe, Stahlrohrmöbel) Bleistift, auf Transparentpapier, Erich Dieckmann 1931

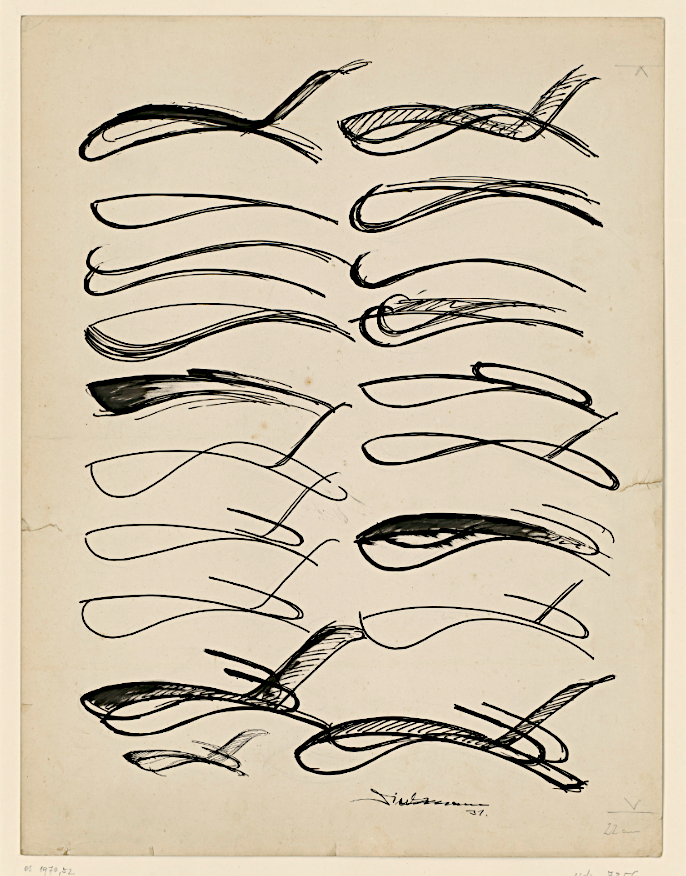
Entwürfe Stahlrohr-Liegesessel (Möbelbau, Stuttgart) Erich Dieckmann 1931

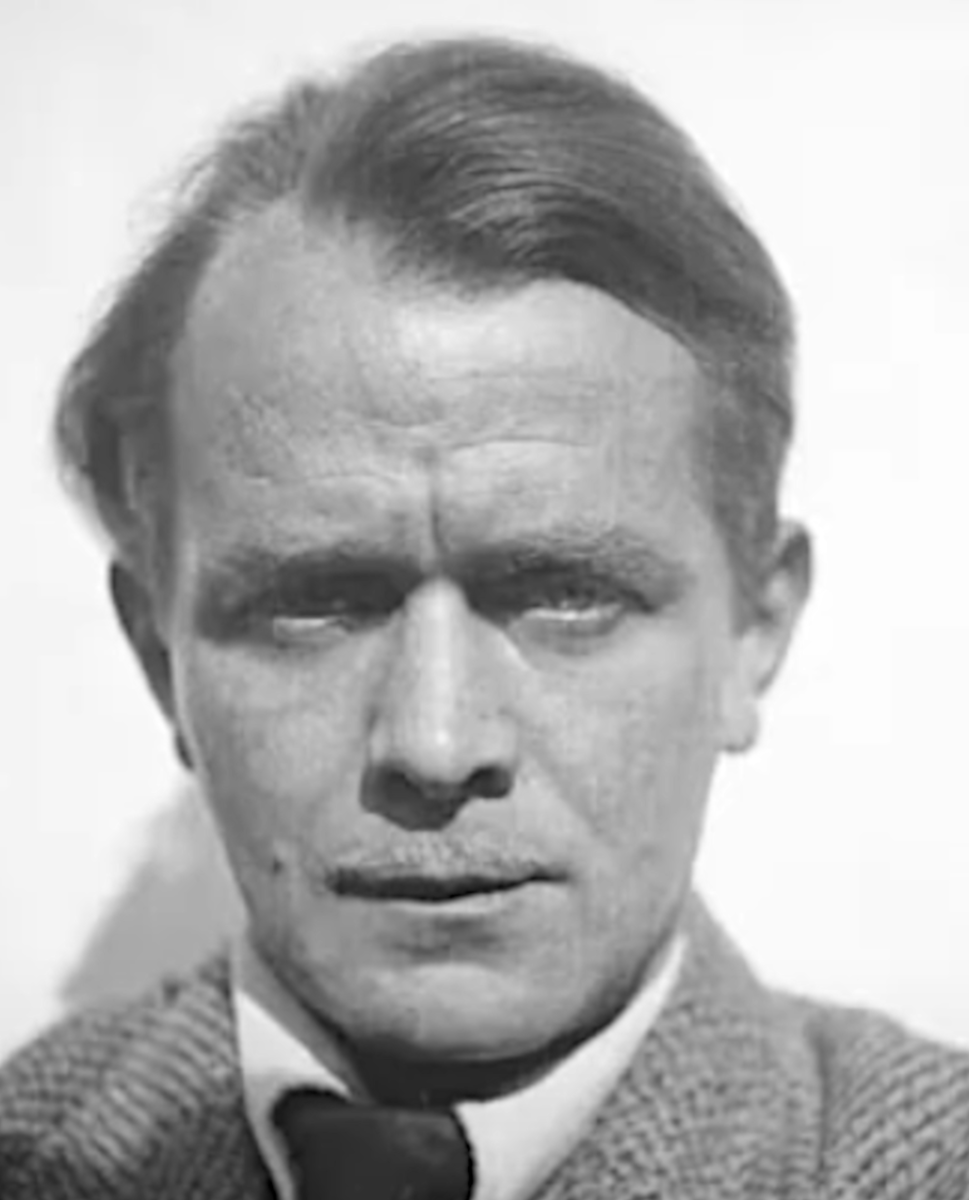
Erich Dieckmann, Passfoto, ca. 1930 (Fotograf unbekannt)

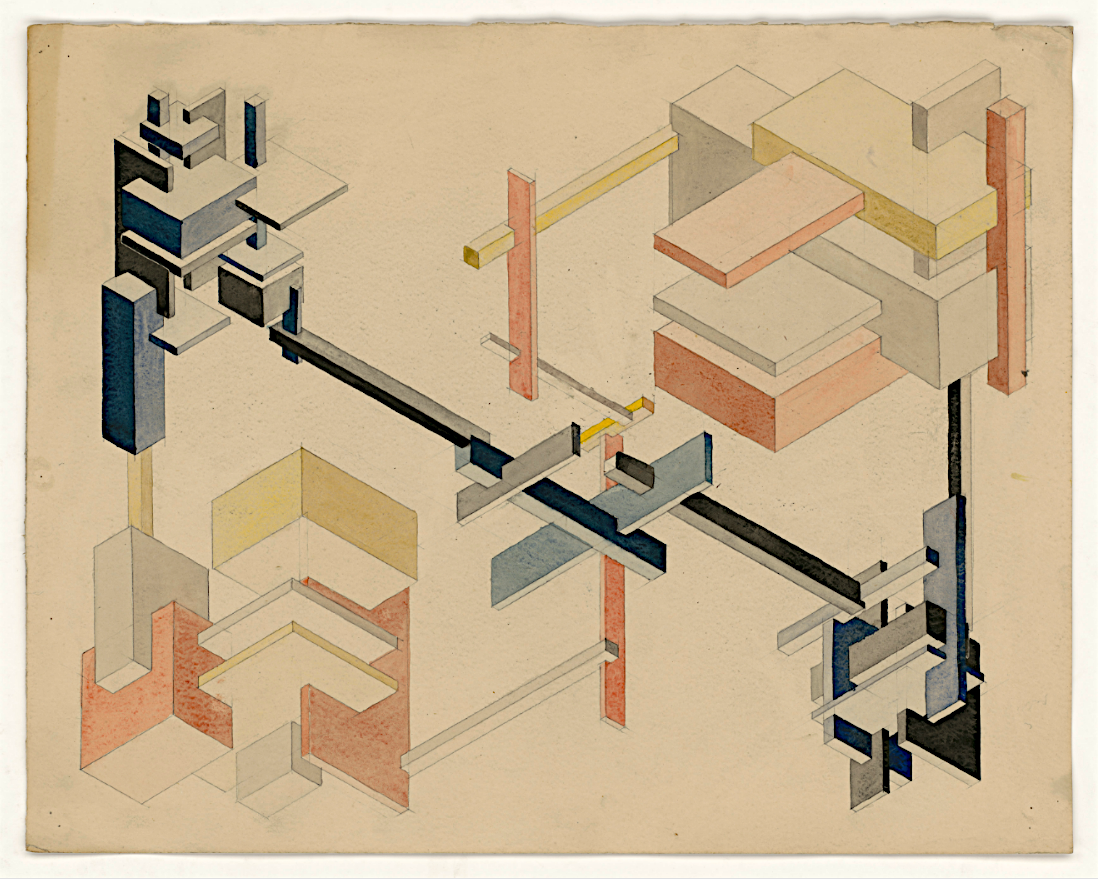
Komposition aus verschiedenen Elementen (Kompositionsstudien, geometrisch) 1932 Erich Dickmann

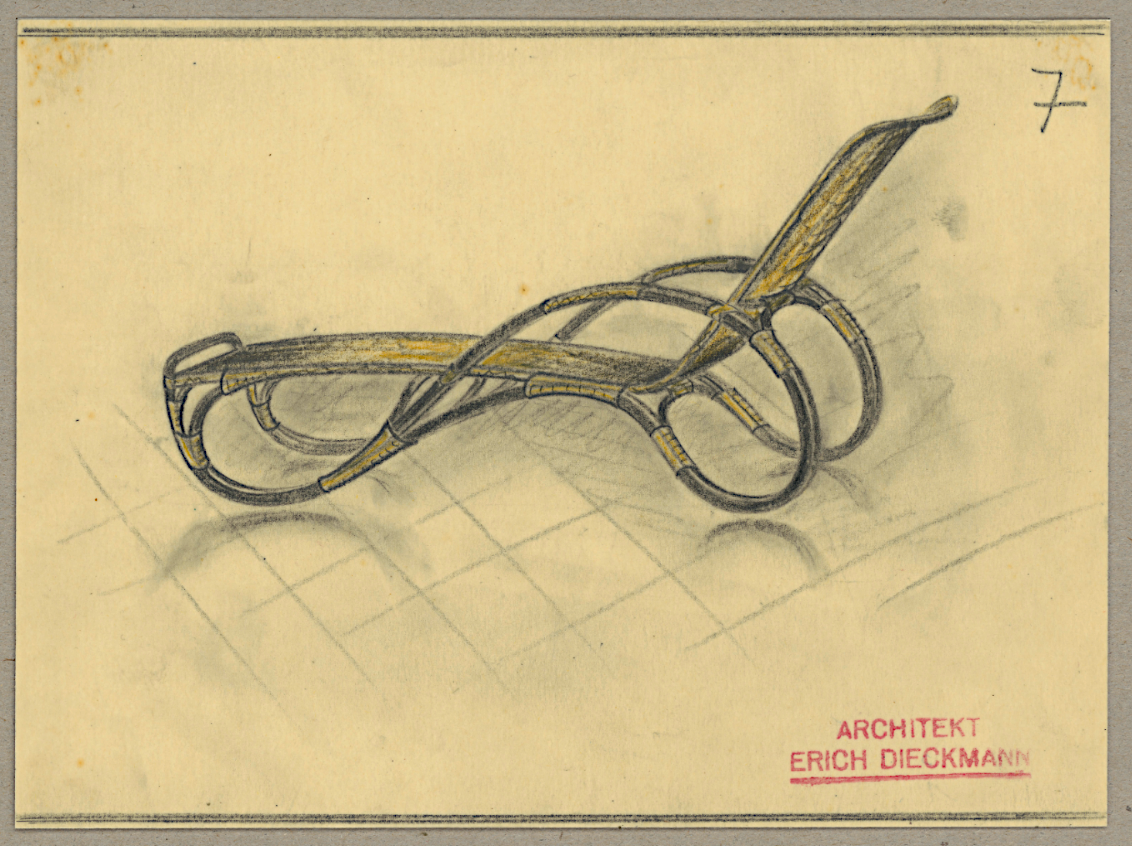
Entwurf Bleistift, Stift in Gelb, auf Transparentpapier Liegestuhl Dal Vera Modell 7 (Möbelentwürfe, Korbmöbel), Erich Dieckmann 1934

### Ausbildung
Gerhard Marcks machte ihn auf das Staatliche Bauhaus in Weimar unter Walter Gropius aufmerksam. Ab Wintersemester 1921/22 bis 1925 studierte Dieckmann dort mit einem Stipendium, zunächst bei Johannes Itten, und absolvierte parallel dazu ab Frühjahr 1922 ebenda eine Tischlerlehre. Dieckmann zählte während dieser Zeit zum engeren Kreis der Schüler von Walter Gropius und wurde durch diesen maßgeblich geprägt. Gropius reichte im Februar 1924 ein Gesuch bei der Handwerkskammer Weimar ein, Erich Dieckmann vorzeitig zur Gesellenprüfung zuzulassen, weil dieser als Nachfolger Marcel Breuers vorgeschlagen worden war. Die Handwerkskammer erließ Dieckmann daraufhin das dritte Lehrjahr, so dass er seine Lehre am 25. August 1924 mit der Gesellenprüfung vor der Handwerkskammer Weimar abschloss. Erst durch sein Studium und nicht zuletzt durch seine Lehre am Bauhaus fand Dieckmann Befriedigung hinsichtlich der Methodik und der vermittelten fachlichen Inhalte.
Ebenso wie für andere Bauhausschüler geriet der Würfel bzw. Quader zur wichtigsten Bezugseinheit angewandter Gestaltung. Wie sein Kollege Josef Albers suchte auch Dieckmann nach Möbelformen, die maschinell hergestellt werden konnten. Im Gegensatz zu Albers und Breuer wollte Dieckmann jedoch nicht auf die Möglichkeiten traditioneller Holzverbindungen und eine Betonung der natürlichen Eigenschaften des Holzes verzichten. Seine favorisierten Materialkombinationen waren Eiche-Vogelaugenahorn, Eiche-Paduk (auch: Padouk), Nussbaum-Ahorn und Nussbaum-Rüster.

### Musterhaus Am Horn
Die Inneneinrichtung des „Zimmers des Herren“ und des Esszimmers in dem von Georg Muche als Referenz- bzw. Leuchtturmprojekt unter den eingrenzenden Bedingungen der Hyperinflation für das Bauhaus geplanten Weimarer Musterhaus Am Horn wurde von Dieckmann 1923 konzipiert. Diese Einrichtungsplanung repräsentiert die erste selbständig ausgeführte Arbeit Dieckmanns. Marcel Breuer lobte insbesondere die Einfachheit der funktionalen Konstruktion des nur aus Quadern bestehenden Entwurfes Dieckmanns für das Bett und „die monumentale Schönheit des Klaren, welche unsere ästhetischen Ansprüche auch ohne anorganischen Schmuck und Ornamentik voll befriedigt“. Das von Breuer und Dieckmann entworfene Mobiliar war formal einfach, zweckgebunden, materialgerecht und seine Gestaltung für eine industrielle Fertigung geeignet.
Nach dem erfolgreichen Abschluss seiner Lehrzeit arbeitete Dieckmann als angestellter „Etatgeselle“ in der Möbelwerkstatt am Bauhaus. Nun arbeiteten mehrere so bezeichnete „produktive Gesellen“ nach Dieckmanns Entwürfen, während Dieckmann selbst auch Entwürfe Dritter ausführte, so beispielsweise Stuhlentwürfe Breuers.

#### Protestbrief zum Urheberrecht
Protestbrief der Studentenschaft, aufgesetzt von Erich Dieckmann, zum Urheberrecht an die Bauhausleitung vom 17. Oktober 1924 Zitatauszug: 

“Die Unterzeichneten erheben energisch Protest gegen den gefaßten Beschluss, ihre Arbeiten, für die sie in jeder Hinsicht vollste eigene Verantwortung übernehmen, ohne Namensnennung unter dem Allgemeinbegriff „Bauhaus“ zu veröffentlichen.
Dieser aus aus weltfremder Gefühlsduselei entstandene Antrag läuft auf eine Vergewaltigung derjenigen unter uns hinaus, die genügend Selbstbewusstsein haben, für sich und ihre Leistungen voll einzutreten, es hingegen ablehnen, mit verantwortlich gemacht zu werden für Erzeugnisse, von deren Qualität und künstlerischen Wert sie nicht überzeugt sind …”

Unterzeichnende, 17 weiter Lehrlinge und Gesellen:
- Marcel Breuer
- Ernst Gebhardt, Architekt
- Joost Schmidt
- Wolfgang Tümpel
- Andreas Feininger
- Rudolf Franz Hartogh
- Mila Hoffmann-Lederer
- Hanns Hoffmann
- Hans Martin Fricke
- Otto Rittweger (1904–1965), Architekt
- Heinz Nösselt (* 1900 in Breslau; Gestorben 1950), deutscher Maler, Architekt, Astrologe und Lehrer
- Johannes Zabel (* 27.März 1902 in Magdeburg; † 4. Dezember 1977 Magdeburg), Architekt
- Paul Häberer
- Heinrich Koch (* 20. August 1896 Ungarisch Hradisch, Österreich-Ungarn; † 1.März 1934 Prag, Tschechische Republik), Fotograf
- Johannes Berthold (Maler)
- Gertrud Hanschk
- Bengt von Rosen (* 10. Juli 1903 Riga; † 29.Dezember 1998 Davenport (Iowa), Architekt[17]

## Staatliche Hochschule für Handwerk und Baukunst zu Weimar
Nach der Verlegung des Bauhauses nach Dessau blieb Dieckmann in Weimar und leitete die Möbelwerkstatt von April 1925 bis März 1926 gemeinsam mit Reinhold Weidensee. Per 1. Juli 1926 erfolgte deren Integration in die Staatliche Hochschule für Handwerk und Baukunst zu Weimar als Abteilung Tischlerei und Innenarchitektur. Im März 1926 unterzeichnete Dieckmann seinen Arbeitsvertrag als künstlerischer Leiter dieser Abteilung, der per 1. Juli 1926 für zunächst drei Jahre wirksam wurde. In dieser Funktion folgte er Walter Gropius und Marcel Breuer nach. Als Werkmeister stand ihm Reinhold Weidensee weiterhin zur Seite. Dieckmann war in der Folge maßgeblich am Aufbau einer vorbildhaften Versuchsanstalt für die Entwicklung von Typenmöbeln beteiligt, ein Projekt, das bis heute als seine bedeutendste Leistung eingestuft wird.
Dieses Mobiliar basierte auf einer schlichten kubischen Form, die sich an den Erfordernissen neuzeitlicher Wohnbauten orientierte. Bartning empfahl es Baugenossenschaften als Interieur neu errichteter Siedlungen: „Die von uns herausgebrachten Typenmöbel wurden als deutsche Industrienorm für Kleinwohnungen vorgeschlagen. Sie sind für die modernen, kleinräumigen Siedlungsbauten gedacht und wirken nicht raumverwirrend, sondern raumgestaltend“. An der Entwicklung dieser Norm hatte Dieckmann mitgewirkt und sie von der menschlichen Körpergröße abgeleitet. Das von Dieckmann gewählte Modulmaß von 36 cm10 seiner Typenmöbel für Küche, Ess-, Wohn-, Schlaf- und Kinderzimmer erwies sich als äußerst erfolgreich, zumal es durch Zusatzelemente ausbaufähig, variabel und vielfach kombinierbar war. Die Typenmöbel waren hochwertig, wurden jedoch durch die Typisierung preiswert und waren auch aus hygienischer Sicht exzeptionell – sie vermieden jeglichen Staubfängereffekt.
Dieckmann wirkte neben Kollegen wie Ludwig Hirschfeld-Mack, Otto Lindig, Ernst Neufert und Wilhelm Wagenfeld und erhielt ein Hochschullehramt für Innenarchitektur und Möbelbau. Nach dem Weggang von Marcel Breuer leitete er die Möbelwerkstatt und den Innenausbau, erarbeitete die Planung des Interieurs von Räumen sowie die Entwürfe von Mobiliar für die laufende Produktion und profilierte sich durch bemerkenswerte eigene Entwicklungen. Der Dieckmann zugute gehaltene souveräne Umgang im Entwurf mit Fläche, Körper und Gerüst war zwischenzeitlich voll ausgereift, woran sein der Bauhaus-Zeit vorausgegangenes Architektur-, Mal- und Zeichenstudium sicherlich seinen Anteil hatte. Für seine Lehrtätigkeit im Fach Innenausbau des Studienplans der Bauabteilung waren dies hervorragende Voraussetzungen. Während dieser Zeit wohnte er mit seiner Ehefrau in Weimars Gutenbergstraße 16.

### Angewandte Innenarchitektur und Möblierungen (Auswahl)
Zwischen 1925 und 1928 ließ sich Wilhelm Wagenfeld von Dieckmann sein privates Arbeitszimmer und das Schlafzimmer einrichten, der Pädagoge Wilhelm Flitner orderte bei Dieckmann eine Diele aus Nussbaum, der Internist Franz Volhard sein Wohnzimmer, das Schlafzimmer und ein Herrenzimmer.
1926 entstanden Dieckmanns Entwürfe zur Innenraumgestaltung mit Mobiliar für das von Otto Bartning entworfene Kreiskinderheim der Freiland-Siedlung Gildenhall bei Neuruppin, 1930 seine Einrichtung für das Feodora-Kinderheim in Weimar. Dabei entwickelte er eine pädagogisch und psychologisch motivierte Ordnungs- und Farbkonzeption für die Räume und das Mobiliar. Dem Kunsthistoriker Walter Passarge zufolge, hinterließ dies einen „farbig und formal geschlossenen Eindruck“, der „jenseits von Tagesstreit und Richtung“ stand.
Um etwa 1926 wurde Dieckmann mit dem Bauhaus-Förderer Otto Bamberger bekannt und gestaltete von September 1927 bis Weihnachten 1932 das gesamte Interieur von dessen Villa Sonnenhaus im oberfränkischen Lichtenfels neu. Für das Bauhaus handelte es sich dabei um einen Großauftrag und wohl um das einzige private Gebäude reichsweit, das komplett mit Bauhaus-Mobiliar, -Stoffen und -Leuchten ausgestattet wurde. Otto Bambergers Auftrag wird daher als bedeutendster und umfangreichster des Bauhauses eingestuft. Die Korrespondenz dazu blieb weitgehend lückenlos erhalten.

### Konzept Typenmöbel und Teilnahme an Werkbund Ausstellungen
Im Jahr 1927 entstanden Dieckmanns Typenmöbel für eine Musterwohnung in dem von Mies van der Rohe konzipierten Block in der Weißenhofsiedlung (Werkbundsiedlung) in Stuttgart. Im selben Jahr nahm Dieckmann mit seinen Entwürfen an der von Adolf Gustav Schneck veranstalteten Ausstellung Der Stuhl in Stuttgart teil und entwarf für Peter Petersen Schulmöbel (Stühle, Tische und Schränke) für dessen reformpädagogische Universitätsschule in Jena. Petersen äußerte sich in seinen Publikationen lobend über Dieckmanns Mobiliar. 1928 richtete Dieckmann mehrere Räume einer Musterwohnung von Otto Voelckers mit Typenmöbeln ein, die während der Ausstellung Heim und Technik in München gezeigt wurde. Bei der Ausstellung Bauen und Wohnen der Gagfah in Berlin zur neuen Siedlung am Fischtalgrund von Heinrich Tessenow – direkt an die GEHAG-Siedlung Onkel Toms Hütte mit Bauten von Hugo Häring, Otto Rudolf Salvisberg und Bruno Taut angrenzend – war Dieckmann ebenfalls präsent. Eines seiner Ziele war es, die Inneneinrichtung für genossenschaftliche Siedlungsprojekte zu entwickeln. Die Inneneinrichtung des von Georg Götsch initiierten und geleiteten Musikheims in Frankfurt (Oder) konzipierte Dieckmann im Jahr 1929. Für die Ausstellung Wohnen und Werkraum des Werkbundes in Breslau 1931 stattete Dieckmann eine große Halle, die nach Wohnfunktionen gegliedert werden sollte, mit Mustermöbeln aus.
Im Jahr 1929 hielt Dieckmann einen Vortragszyklus über die Entwicklung modernen Mobiliars vor den Handwerkskammern in Gera, Meiningen und Weimar. Otto Bartning beantragte, Dieckmann den akademischen Titel eines Professors zu verleihen. Da sich zu diesem Zeitpunkt bereits die von den Nationalsozialisten im thüringischen Parlament betriebene Umwandlung der Hochschule abzeichnete, wurde diesem Antrag nicht entsprochen.

### Aufstieg des Nationalsozialismus
Als Ende des Jahres 1929 die NSDAP in einer Koalition an der thüringischen Landesregierung beteiligt wurde, entließ der neue Direktor der Staatlichen Bauhochschule Weimar, Paul Schultze-Naumburg, Ende März 1930 das gesamte Lehrerkollegium, darunter auch Dieckmann, um die Hochschule ideologisch neu auszurichten. Demokratisch gesinnte Kräfte des Lehrpersonals wurden sukzessive entfernt, um durch nationalsozialistisch gesinnte Kräfte ersetzt zu werden. Otto Bartning, der sich im März 1930 aus Weimar zurückzog, nachdem sein auf vier Jahre begrenzter Arbeitsvertrag ausgelaufen war, attestierte Dieckmann:

„Herr Dieckmann hat sich in jeder Beziehung, sowohl künstlerisch wie pädagogisch, als Lehrer bewährt; eine größere Anzahl begabter junger Leute sind fachlich durchgebildet und menschlich entwickelt aus seiner Lehre hervorgegangen. Zugleich hat Herr Dieckmann durch seine Entwürfe und Bearbeitungen einzelner Luxusräume sowie solider, preiswerter Serienmodelle den Ruf der Weimarer Bauhochschul-Werkstätten mit gegründet und zugleich sich selbst einen Namen gemacht.“

Für Dieckmann bedeutete der aufkommende Nationalsozialismus einen ebenso tiefgreifenden negativen Einschnitt in seine Arbeit wie für das Bauhaus insgesamt, kritisiert von der renommierten Vossischen Zeitung und durch Dieckmanns Ehefrau Katharina, die einen mutigen Zeitungsartikel gegen den Tenor einer infamen Einführungsrede Schultze-Naumburgs verfasste.

### Innenausstattungen (Auswahl)

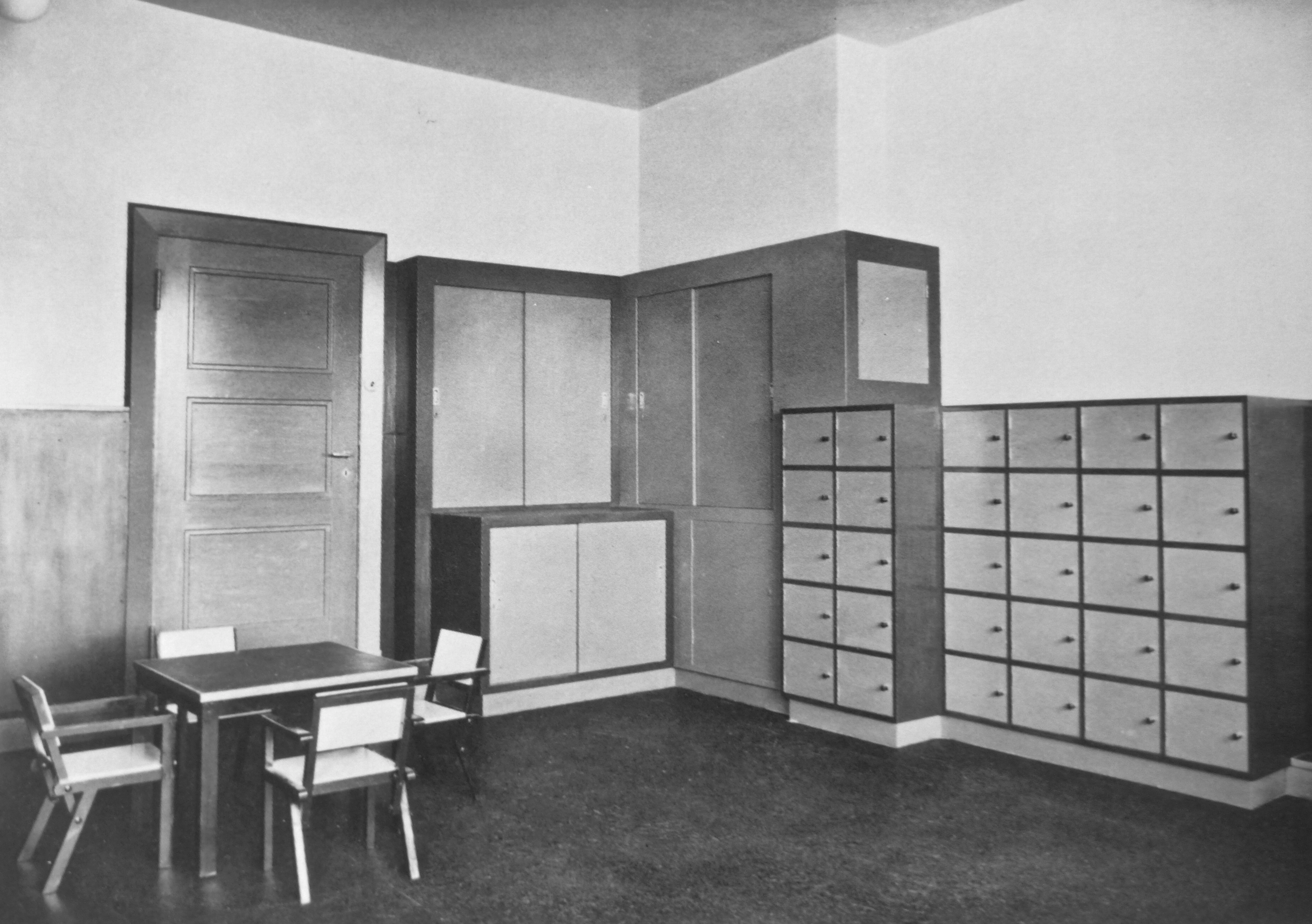
Tageszimmer des Kinderheims der Freiland-Siedlung Gildenhall bei Neuruppin, 1926
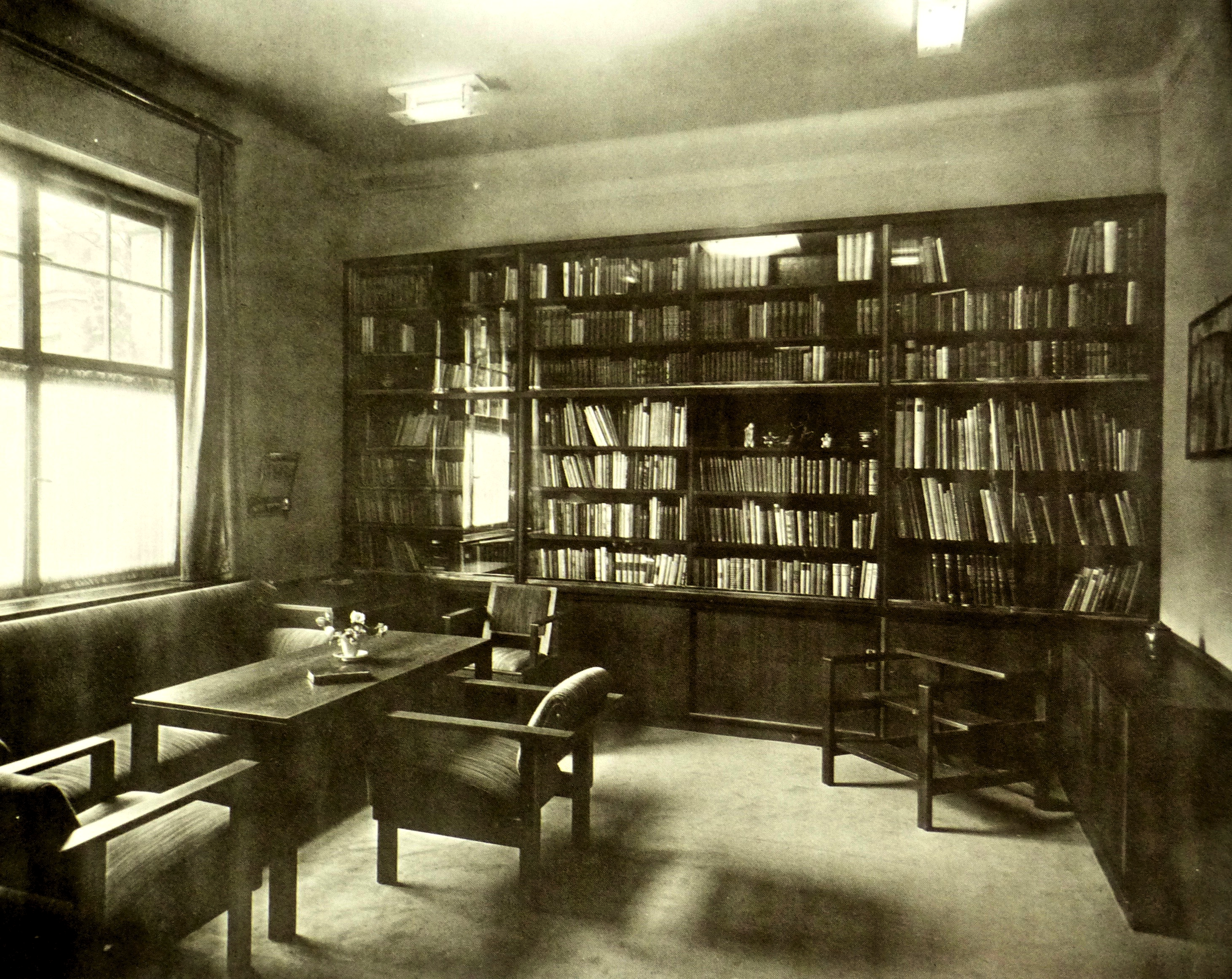
Planung und -einrichtung der Bibliothek des Otto Bamberger in der Villa Sonnenhaus in Lichtenfels
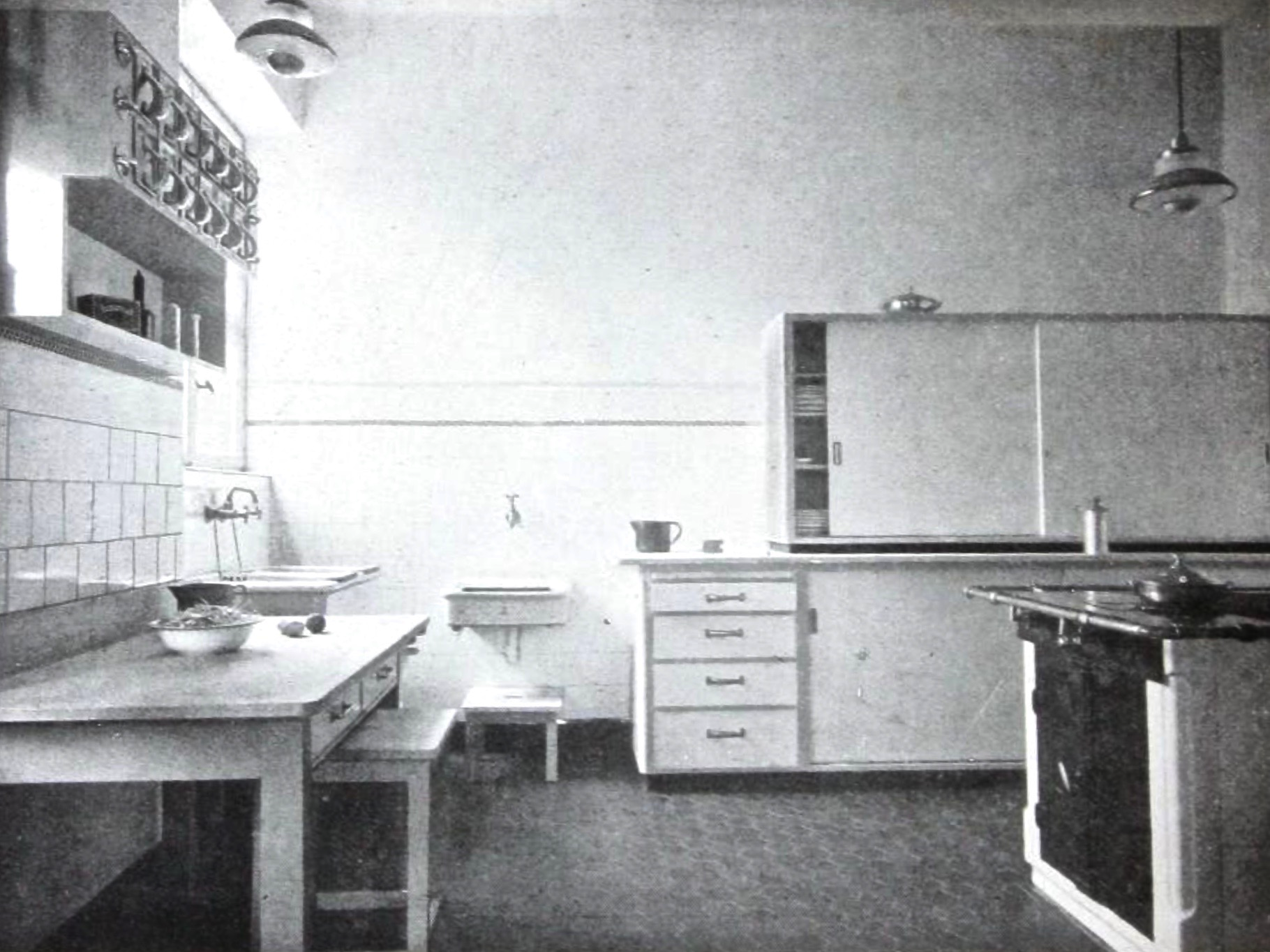
Kücheneinrichtung inkl. Deckenleuchten durch Erich Dieckmann und Karl Keller (1903–1979) für Otto Bamberger in der Villa Sonnenhaus in Lichtenfels, Mai 1928
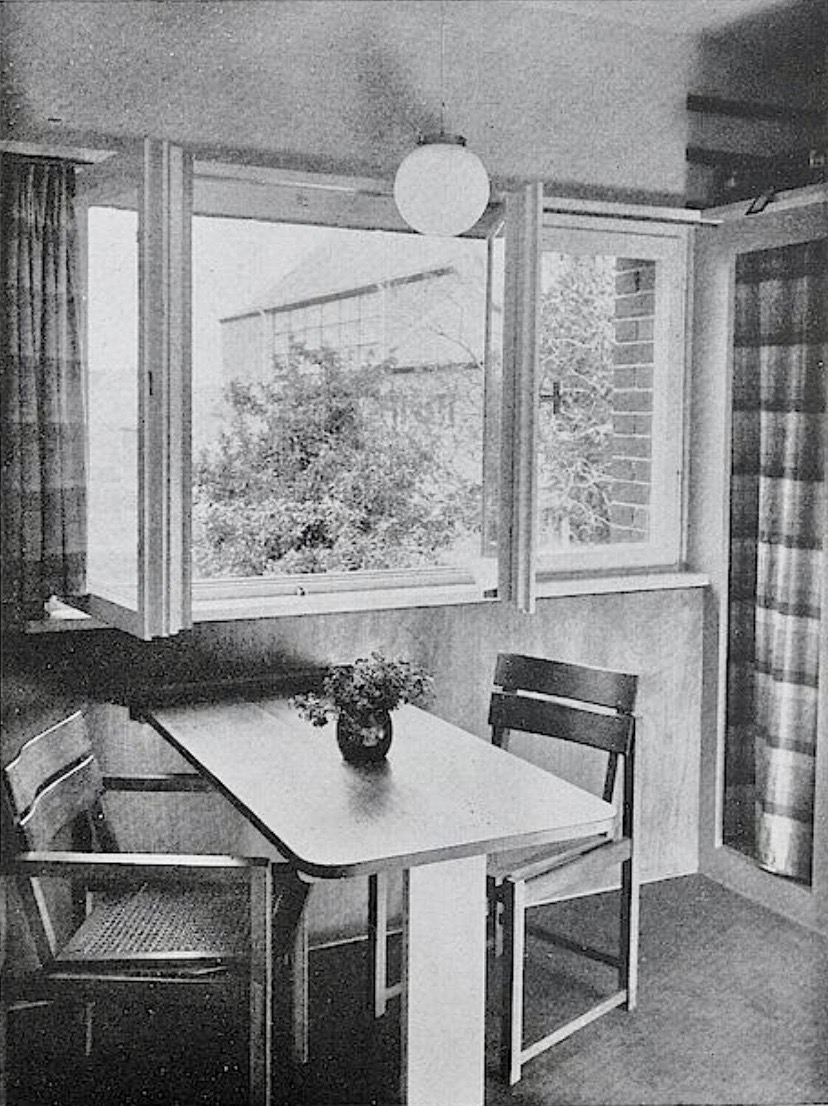
Einrichtung 9 m2 kleiner Studentenwohnräume im Musikheim in Frankfurt (Oder) mit Einbauschrank, Bettnische als Sitzgelegenheit, Vorhang und Bezugsstoffen, 1929; Deckenleuchte: Wilhelm Wagenfeld
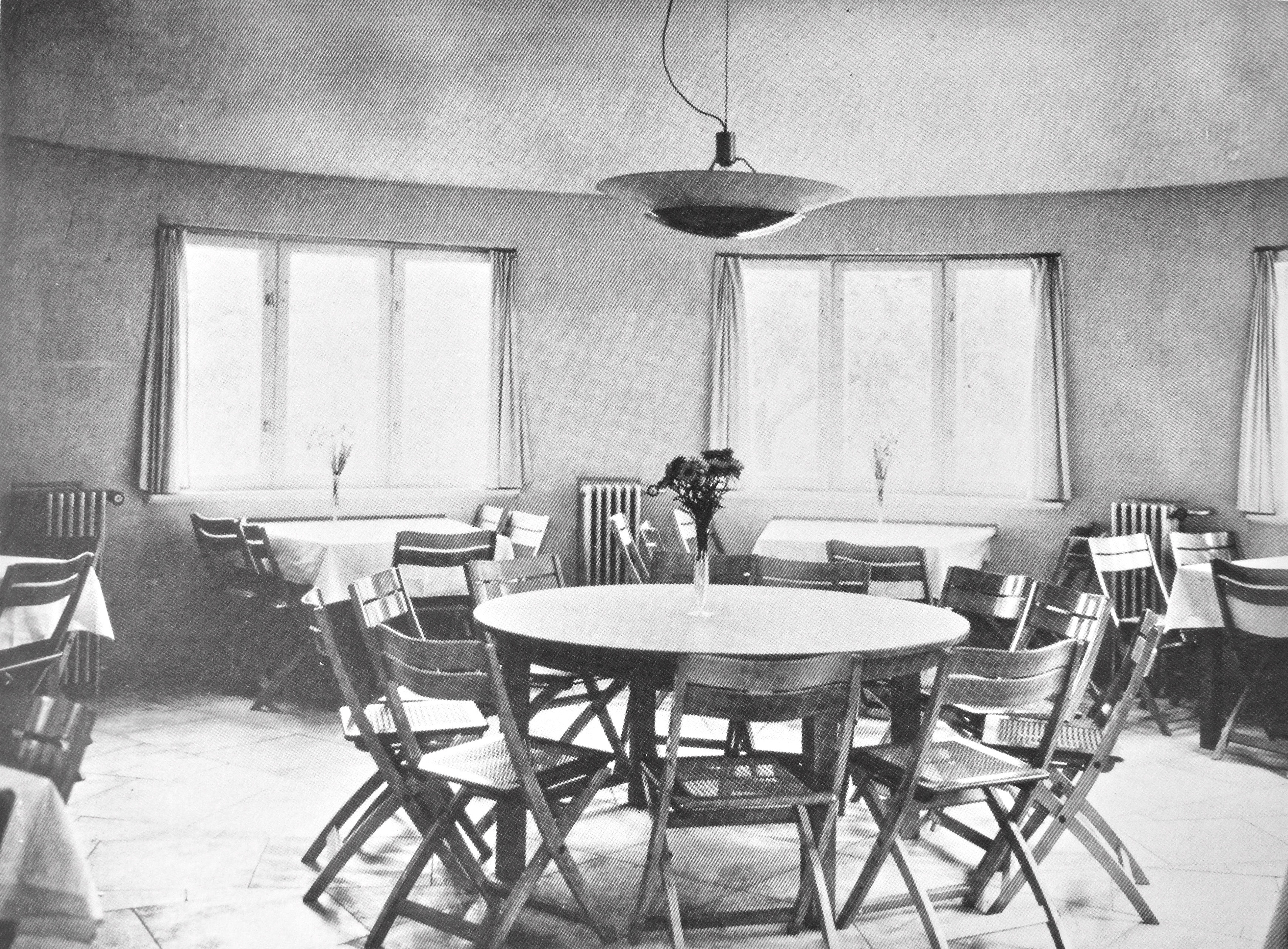
Speiseraum im Rundbau des Musikheims in Frankfurt (Oder), 1929
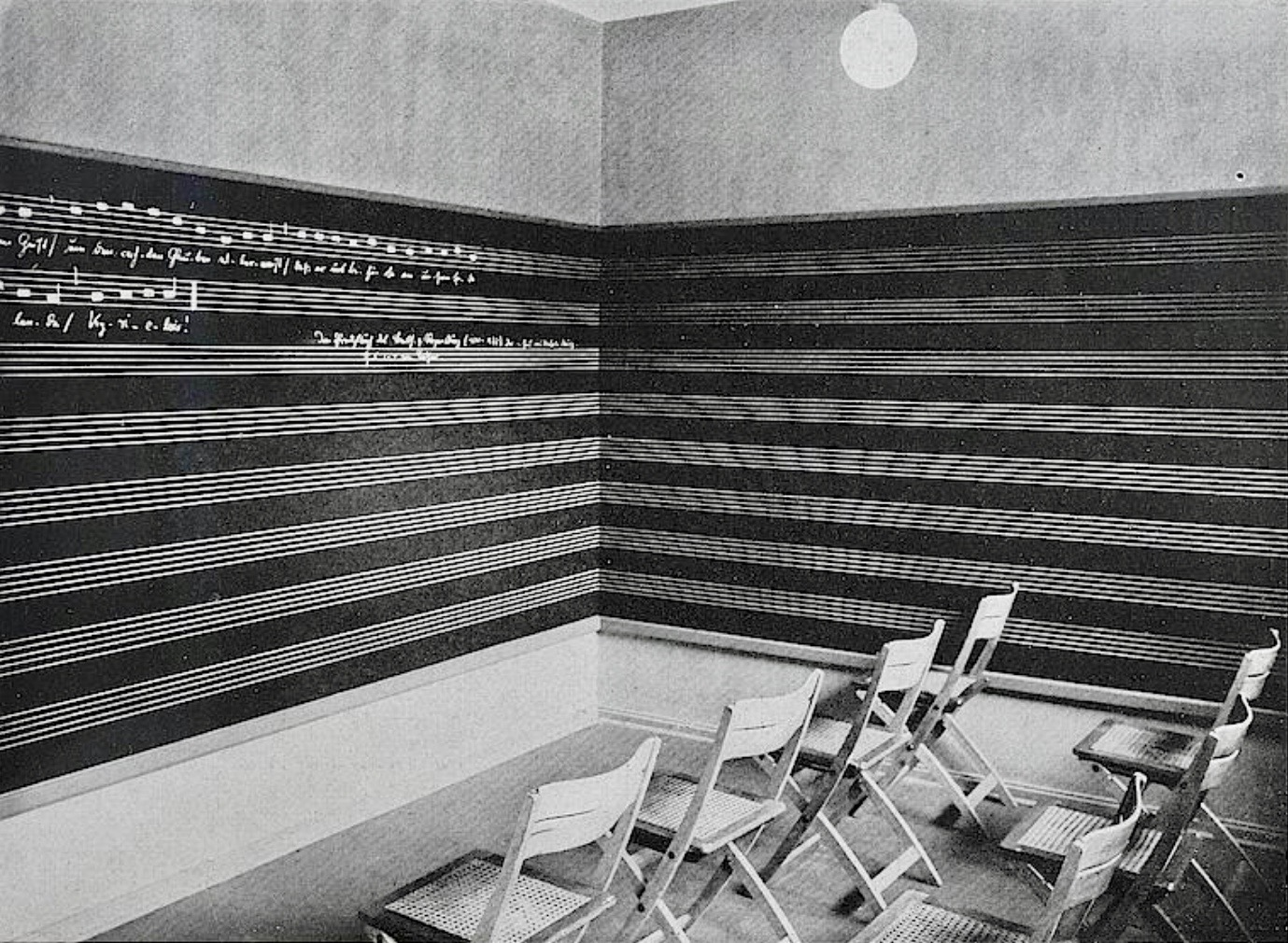
Unterrichtsraum im Musikheim in Frankfurt (Oder), 1929; Deckenleuchte: Wilhelm Wagenfeld
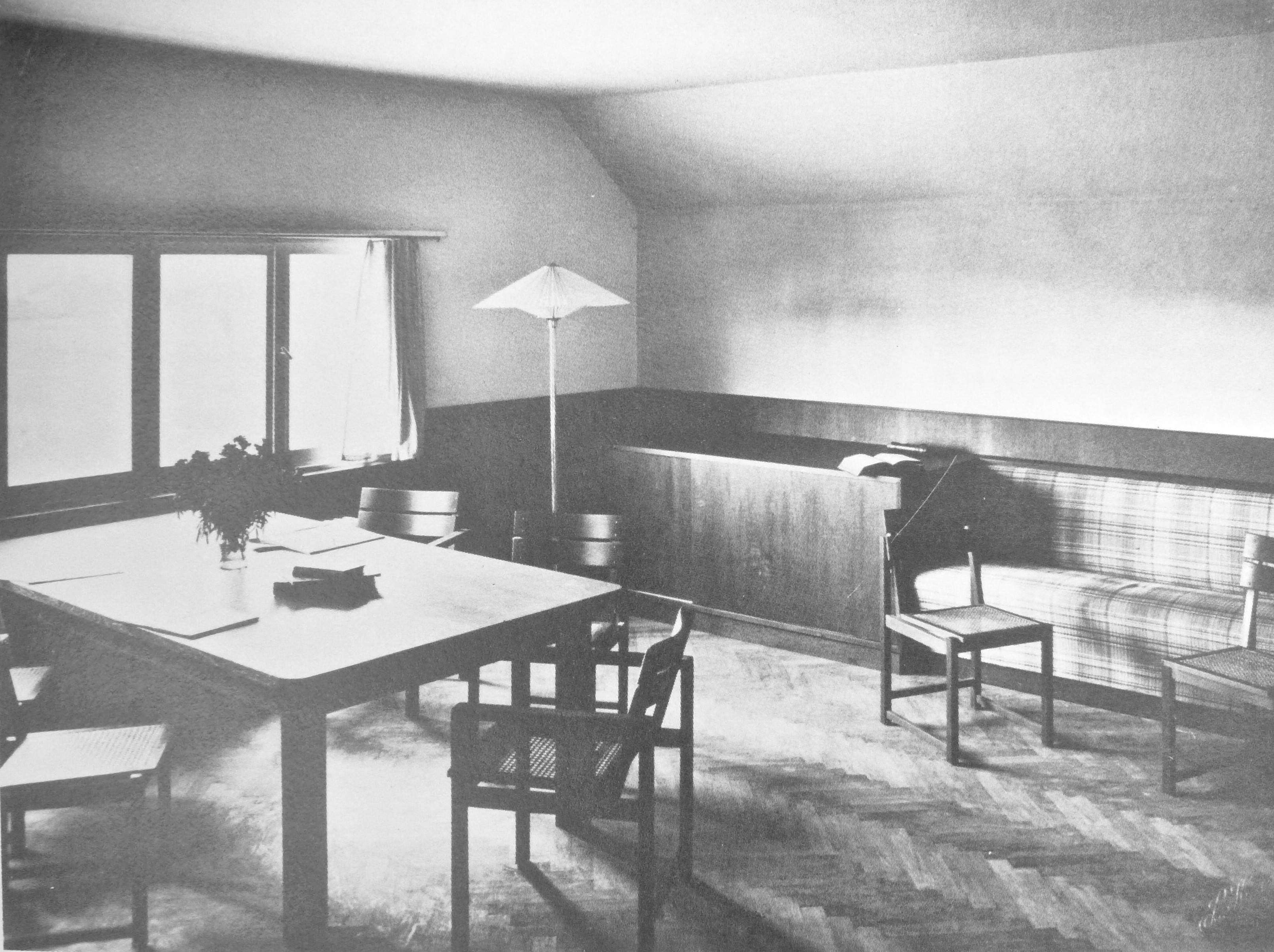
Arbeitsraum im Musikheim in Frankfurt (Oder), 1929
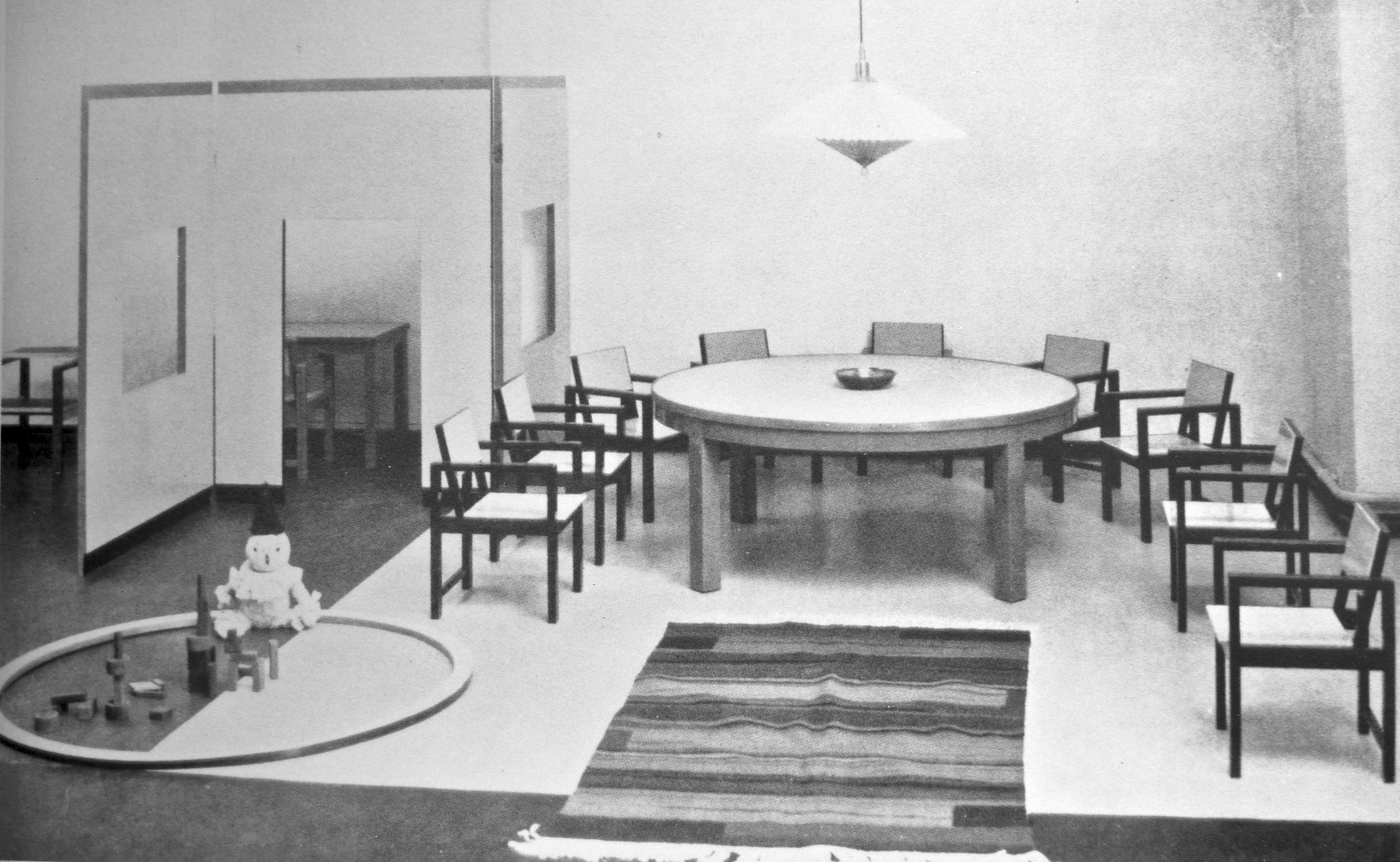
Spielzimmer des Feodora-Kinderheims in Weimar, 1930

## Halle (Saale) 1931 bis 1936

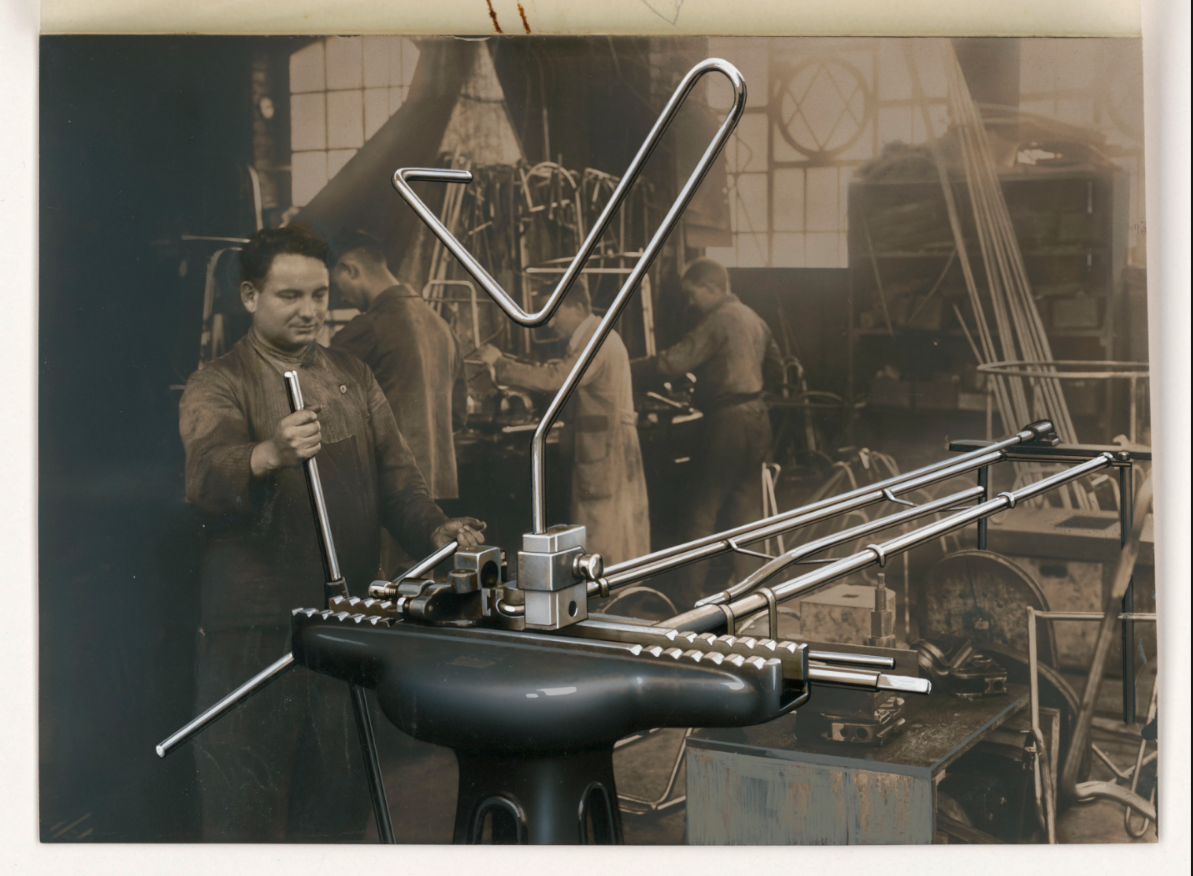
Herstellung von Stahlrohrmöbeln, Beispiel Möbelbau Stuttgart

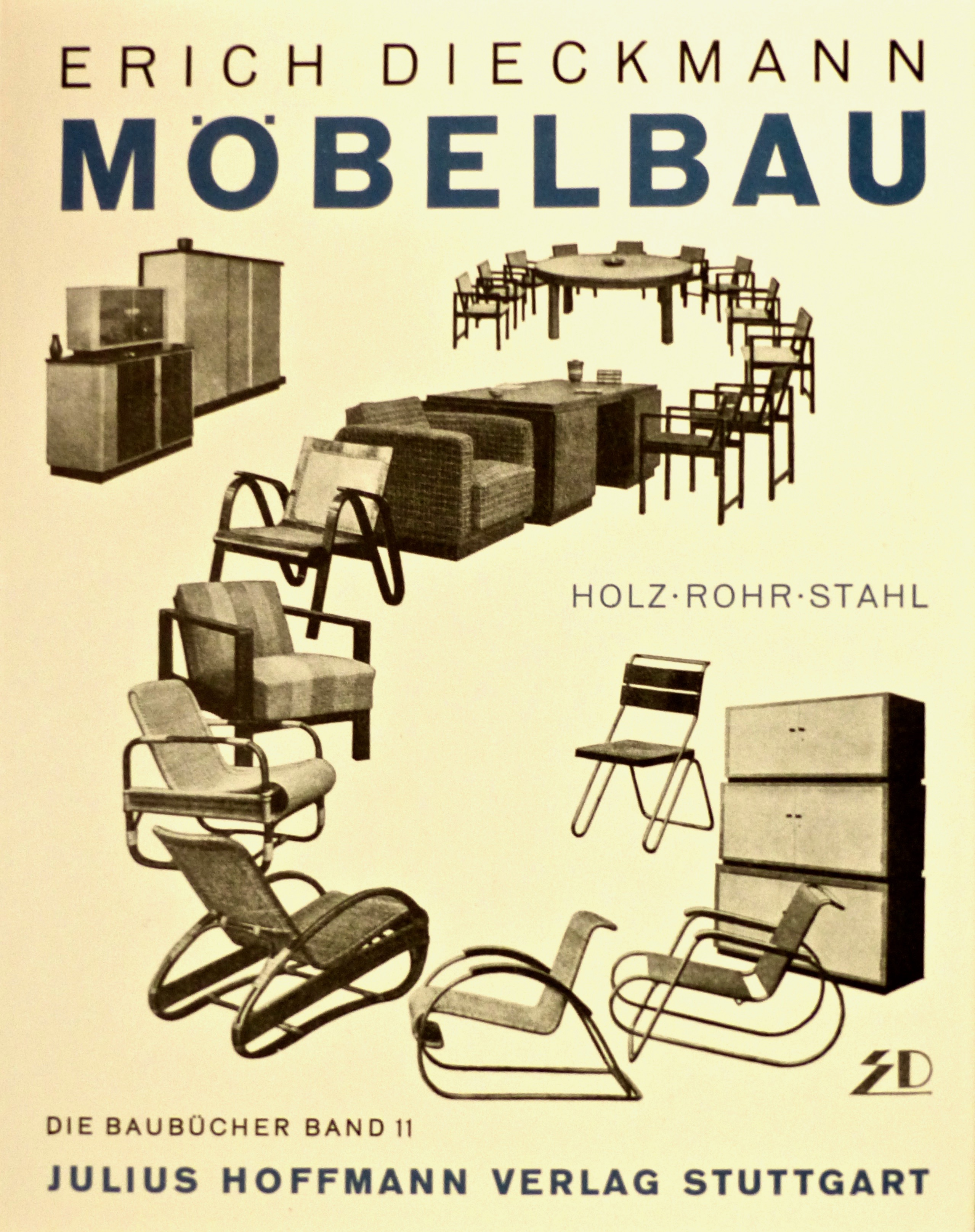
Erich Dieckmann: Möbelbau – Holz Rohr Stahl, 1931

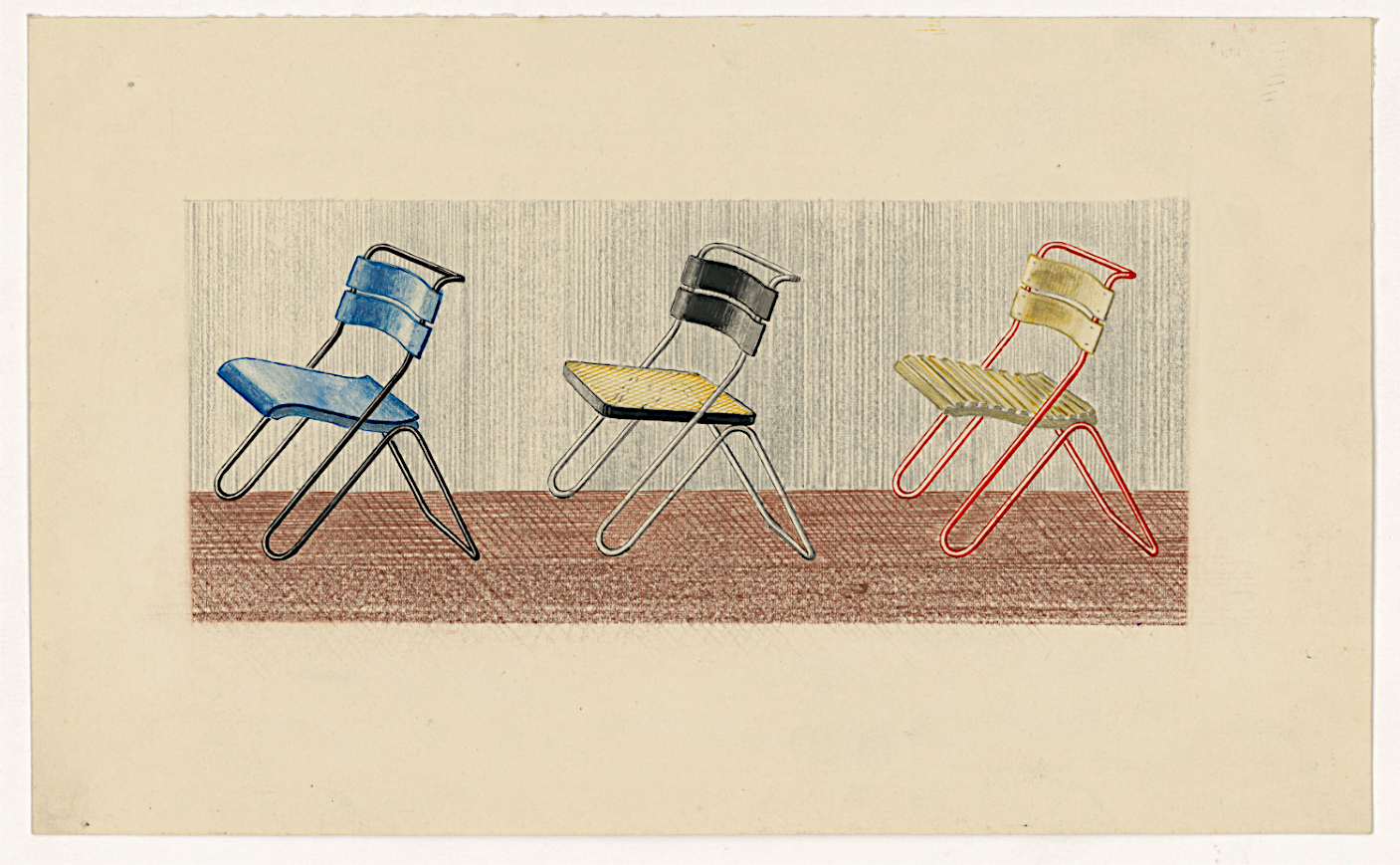
Drei Stühle (Möbelentwürfe, Stahlrohrmöbel) zwischen 1925 und 1935 Erich Dieckmann

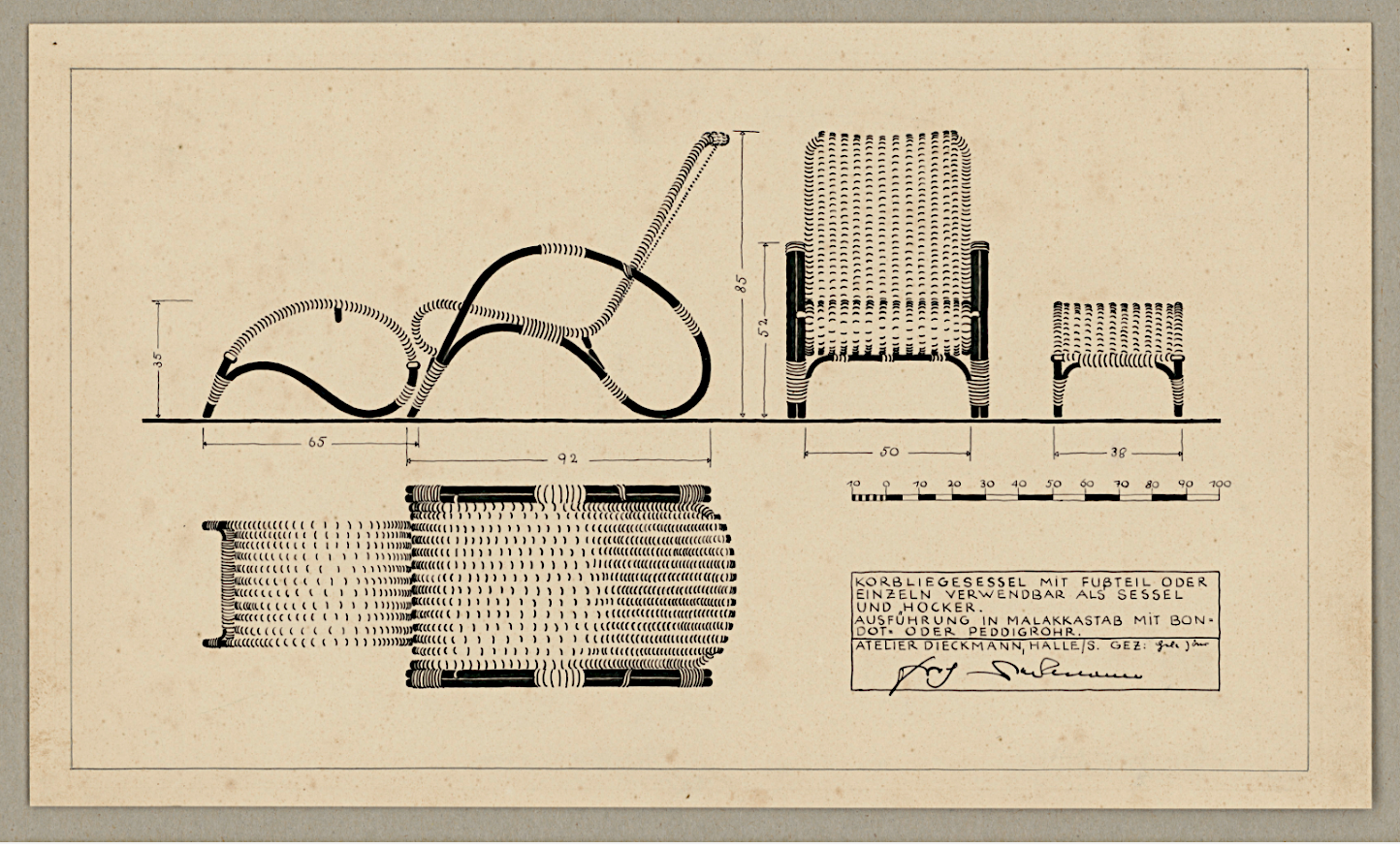
Korbliegesessel (Möbelentwürfe, Korbmöbel) 1931 Erich Dieckmann

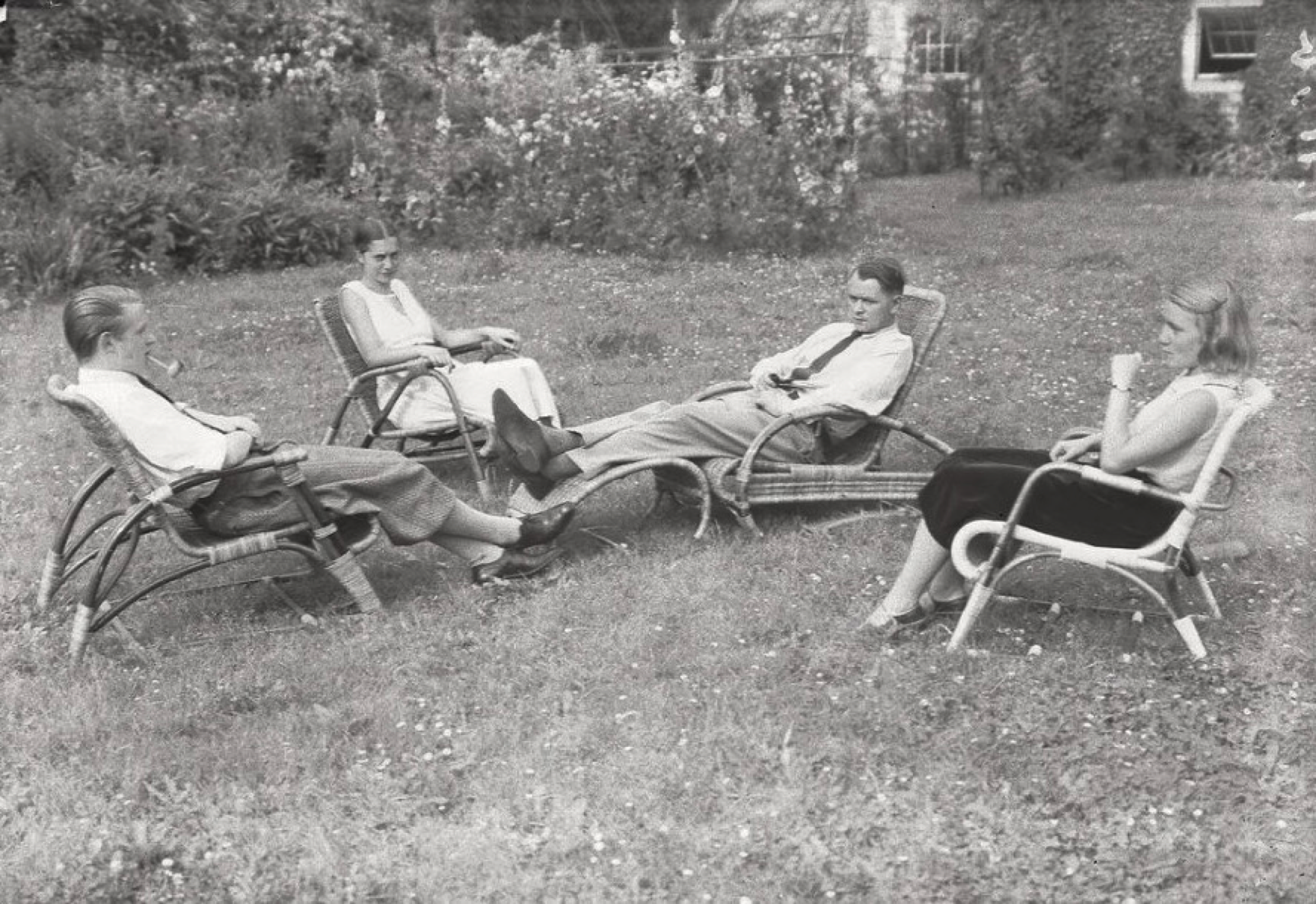
Von links Bernhard von Brandenstein, Katharina Dieckmann, Erich Dieckmann und Hela Jöns auf Dieckmanns Stuhlentwürfen

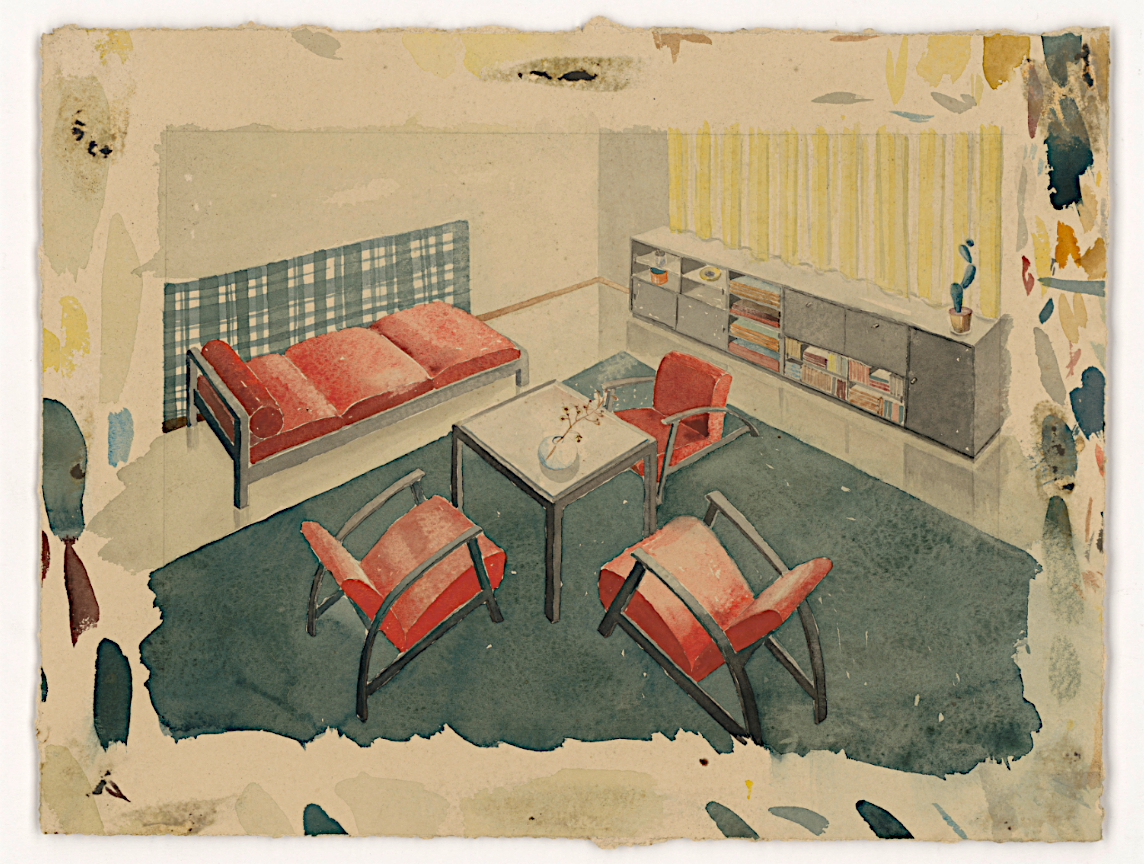
Sitzecke mit Divan (Möbelentwürfe, Wohnräume) Erich Dieckmann

In der Folge eröffnete Dieckmann im Sommer 1931 ein eigenes Atelier für Möbelbau und Inneneinrichtung und war zunächst freiberuflich tätig, u. a. für die Firma D. Bamberger in Lichtenfels, für Otto Bamberger, für die Stahlrohrfabrik Cebaso (Carl Beck & Alfred Schulze) in Ohrdruf, für die Dusko-Werke AG in Coburg, für die Korbmacher-Verein e.G.m.b.H. in Tannroda, für die Möbelfabrik Hermann Scheidemantel in Weimar, für Thonet und für die Weimar Bau- und Wohnungskunst G.m.b.H.
1931 veröffentlichte Dieckmann zusammen mit seiner Ehefrau Katharina den inhaltlich und gestalterisch herausragenden Bildband Möbelbau in Holz, Rohr und Stahl, der viele seiner Entwürfe beinhaltet. Das Buch wurde 1990 durch das Vitra Design Museum neu aufgelegt. Das beachtliche didaktisch angelegte Werk beschreibt und illustriert den gesamten Entstehungsprozess eines Entwurfs von der initialen Idee bis zum praktisch nutzbaren Resultat. Dabei werden grundlegende Prinzipien der Konstruktion und die Logik des Entwurfs transparent. Die Erläuterungen der konstitutiven Elemente, Materialien und Arbeitstechniken erlauben es auch dem interessierten Laien, diese mental nachzuvollziehen. Der Kunsthistoriker Justus Bier, der den Bildband rezensierte, lobte die „ästhetische Geometrie“ der Arbeiten Dieckmanns, durch die dieser „ruhige sachliche Möbel“ schaffen könne, „die eine gesunde Verbindung mit der handwerklichen Tradition und klar, grundsätzliche Überlegungen über die Funktion des heutigen Möbels und über heutige Verarbeitungsmethoden erweisen“.
Zwischen den Jahren 1932 und 1935 vertrieb Erich Dieckmanns, mit mäßigen Umsätzen, seine Sessel auch International, so in Holland für das Warenhaus Innenausstattung Metz & Co (Amsterdam) und H. Pander & Zonen (Amsterdam, Haag). In Paris verkauften seine Stahlrohrmöbel, das Warenhaus Galeries Lafayette und die Compagnie des Arts Français.

„Nur dort ist Lebenswärme und Wahrheit, wo die menschliche Natur zu ihrem Recht kommt. Das vergesse man bei den Wohnungen nicht. Gönnen wir auch unseren modernen Wohnungen etwas Menschliches. Etwas nicht Ausgeklügeltes, etwas Provisorisches…“

### Lehrtätigkeit an der Kunstgewerbeschule Burg Giebichenstein
Ab 4. Mai 1931 leitete Dieckmann zweieinhalb Jahre lang als künstlerischer Leiter die Tischlerei der Werkstätten der Stadt Halle (Saale), der Kunstgewerbeschule Burg Giebichenstein, unter Gerhard Marcks. Seine 1925 ebenda bei Paul Thiersch eingereichte Bewerbung war seinerzeit abgelehnt worden, weil eine Meisterprüfung als Lehrqualifikation verlangt worden war. Nun hingegen war er direkt zur Einreichung seiner Bewerbungsunterlagen aufgefordert worden und konnte seine Lehrtätigkeit fortsetzen. 
Einige seiner Schüler aus Weimar waren nach Halle gefolgt. Jöns, Brandenstein und Panniger konnte er als Zeichner für seine Publikationen gewinnen.
Im Jahr 1932 erhielt er den Auftrag zur Neueinrichtung des Hörsaals der medizinischen Klinik in Halle (Saale) mit Stuhlreihen und Rednerpulten aus Stahlrohr mit Holz.

„Der Charakter des Stuhls ist am deutlichsten ersichtlich aus seiner Seitenansicht […]. Die Vorderansicht kann keinen Aufschluss geben. Also gilt der Satz: Der Charakter des Stuhles wird bestimmt durch sein Profil.“

#### Bekannte Schüler von Erich Dieckmann (Auswahl)
- Hela Jöns (1909–1964), einer seiner begabtesten Schülerinnen wurde seine Assistentin und Zeichnerin einiger seiner Entwürfe
- Bernhard von Brandenstein
- Kurt Panniger
- Alfred Pretzsch (* 1908 in Halle (Saale); † 1992 in Weimar) , Zeichner, Illustrator und Architekt
- Wolfgang Frankl, Praktikant, italienischer Architekt deutscher Herkunft

### Phase der Arbeitslosigkeit 1933 bis 1936

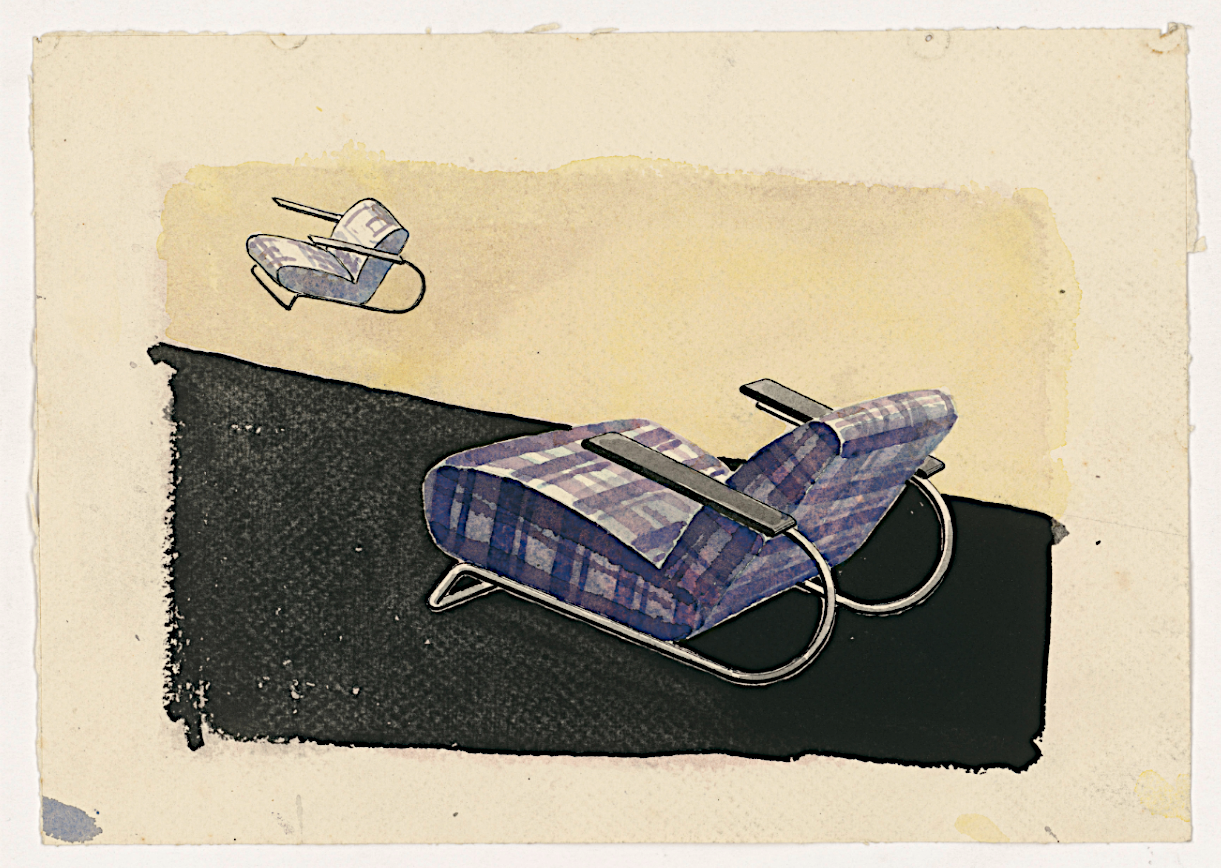
Sessel (Möbelentwürfe, Stahlrohrmöbel) 1925 – 1935 Erich Dieckmann

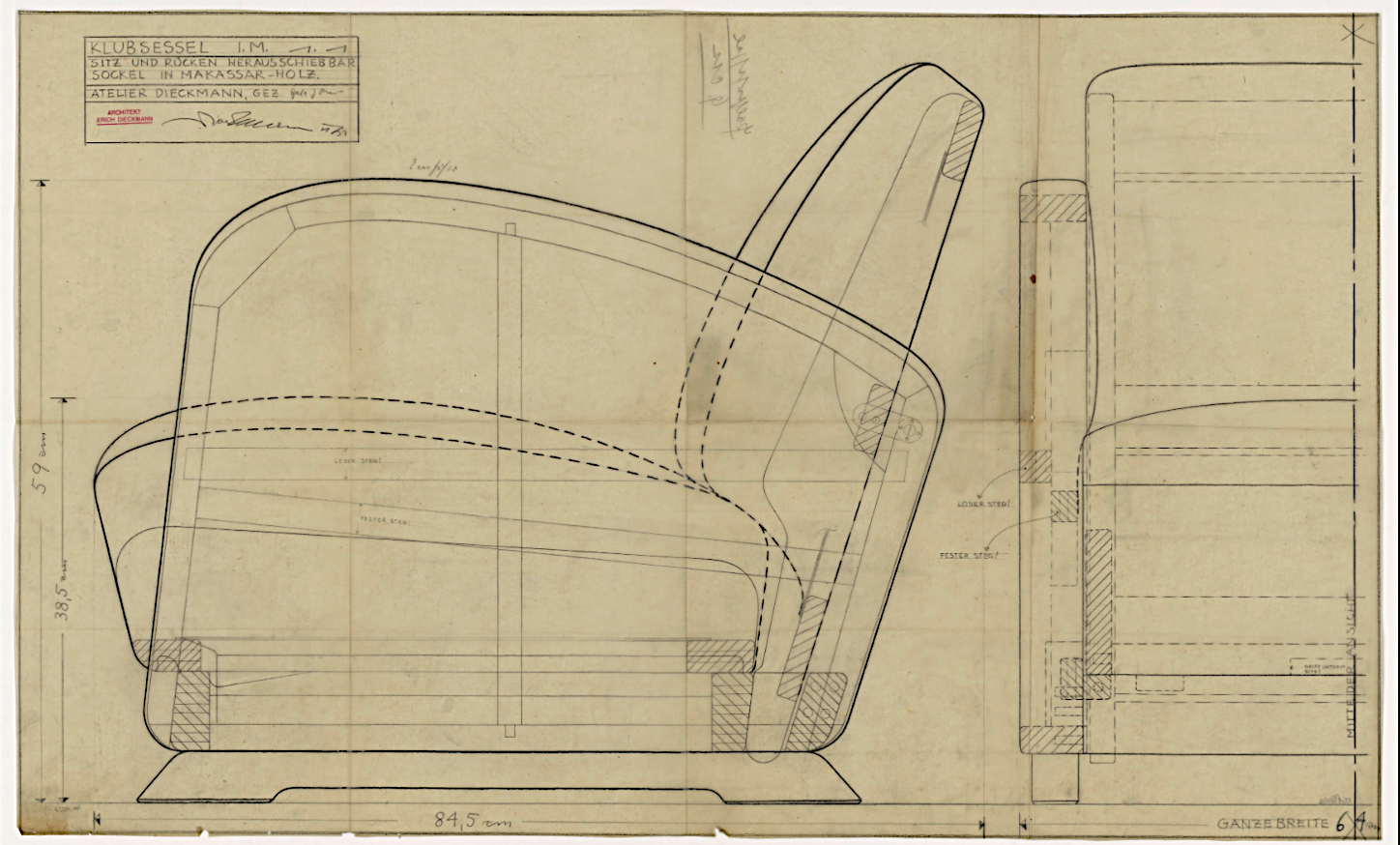
Klubsessel, Auftrag Ott (Möbelentwürfe, Sitzmöbel) 1933 Erich Dieckmann

Die Machtergreifung der Nationalsozialisten Ende Januar 1933 bereitete Dieckmanns kreativem Schaffen ein Ende. Seit 1920 hatten völkisch-nationale Kräfte in Weimar gegen das Bauhaus opponiert, zunächst mit einer Verleumdungskampagne, intensiviert durch eine dem Bauhaus nicht wohlgesinnte Lokalpresse.
Bei der erzwungenen Auflösung des Bauhauses 1933 wurde Dieckmann das „Eigentumsrecht an der Form“ für 26 Möbelentwürfe zuerkannt.
Seine Entwürfe wurden zunächst häufig geometrisch mit nahezu quadratischen Vierkant- oder Flachhölzern ausgeführt. Teilweise wurden dabei die Armlehnen mit den Stuhlbeinen verbunden und als Kufenkonstruktion angelegt. Er verwandte weit überwiegend qualitativ hochwertige Hölzer wie Buche, Eiche, Esche und Kirsche sowie für die teils strenge Geometrie auflockernd wirkendes Peddigrohr-, Rattan- und Weidengeflecht. Die Naturmaterialien lieferte ihm die in Lichtenfels und Coburg ansässige Firma D. Bamberger. Wie sein Kollege Breuer arbeitete er auch mit Stahlrohr. Speziell diese Sitzmöbel seines Entwurfs erzielen heute Höchstpreise. Mit einer Standardisierung und Normierung seines Mobiliars wollte er erreichen, dass die einzelnen Objekte möglichst preisgünstig bleiben.
Zusammen mit Marcel Breuer zählt Erich Dieckmann zu den kreativsten und produktivsten Tischlern des Bauhauses und zu dessen wichtigsten Möbeldesignern. Dieckmanns Entwürfe kennzeichnen eine wichtige Phase der Erneuerung im Möbelbau. Ihm komme das Verdienst zu, wesentliches zur modernen Geschichte des Designs beigetragen zu haben, die im Bauhaus geschrieben wurde.

„Dieckmanns Möbel gehörten zum Besten und künstlerisch Reinsten, was der Markt an modernen Innenausstattungen zu bieten hatte.“

Angesichts des für Dieckmann bereits seit Jahren spürbaren negativen Einflusses auf seine Arbeit trat er zum 1. Mai 1933 in die NSDAP ein (Mitgliedsnummer 1.880.935). Er hoffte, sein berufliches Wirken und somit auch seine Familie durch diesen Schritt absichern zu können. Stattdessen wurde er per 31. August durch den Hallenser Oberbürgermeister Johannes Weidemann (NSDAP) erneut entlassen und die Abteilung Tischlerei der Kunstgewerbeschule aufgelöst, offiziell aufgrund von Sparmaßnahmen, tatsächlich aus kulturpolitisch-ideologischen Gründen. Diese Kündigung war nach schriftlicher Bewertung durch den damaligen Landeshauptmann der Provinz Sachsen rechtswidrig, da die Kündigungsfrist nicht eingehalten wurde und sie zudem einen Verstoß gegen das Schwerbehindertengesetz darstellte. Seine Bauhaus-Vergangenheit wirkte sich gegen Dieckmann aus.
Für seine Familie ging es nun um die Existenz. Vergeblich wandte er sich im Juni 1933 an Bernhard Rust, Hermann Göring und Joseph Goebbels, seine Ehefrau später direkt an Adolf Hitler. In der Folge erhielt Erich Dieckmann trotz eines für seine zahlreichen reichsweiten Bewerbungen aufwändig illustrierten Lebenslaufes mit vielen Zeichnungen während rund drei Jahren keinerlei Arbeitsstelle, keinen Lehrauftrag. Allerdings enthielt sein Lebenslauf auch eine deutliche moralische Kritik an den Verhältnissen im Dritten Reich, die Kriegsversehrte wie ihn offiziell ehrten, jedoch gleichzeitig unter Missachtung der Gesetzeslage aus dem Beruf drängten und mitsamt junger Familie verarmen ließen. 1934 war ihm das Ehrenkreuz für Frontkämpfer verliehen worden. Zeitweise lebten er und seine Familie teils mittellos in äußerst prekären Verhältnissen, von lediglich 12 Reichsmark Erwerbslosenhilfe pro Woche. Hilfsarbeiten, die Dieckmann übernahm, besserten die Situation nicht. Durch den Verlust seiner Wohnung in Halles Seebener Straße 190/III (das Gebäude besteht noch) im April 1934 mussten seine kleinen Kinder und deren Mutter voneinander getrennt untergebracht werden, teils bei Verwandten und Bekannten. Gelegentlich erhielt er Aufträge für Entwürfe, so 1934/35 durch den Schuhfabrikanten Hans Ott im oberfränkischen Burgkunstadt für ein Sitzungszimmer im Unternehmen sowie für dessen private Einrichtung mit Teppich-Dessins Dieckmanns. Teils erhielt er auch einzelne Aufträge durch Korbmöbelfabrikanten.

## Hannover 1936 bis 1938
Ab Juli 1936 wurde Dieckmann als Sachbearbeiter für Betriebsgestaltung beim Amt Schönheit der Arbeit in Hannover beschäftigt, vermittelt möglicherweise durch einen privaten Kontakt zu Hermann Gretsch. Durch diese Festanstellung konnte seine Familie wieder zusammengeführt werden und wohnte in Hannovers Lönsstraße 16.

## Berlin 1938 bis 1944
Im Jahr 1938 zog er mit seiner Familie nach Berlin um, wo er eine Wohnung im Bezirk Friedrichshain, Brauner Weg 28 (heute: Singerstraße), unterhielt. Eine Tischlerwerkstatt betrieb er in der angrenzenden Andreasstraße 11 (die seinerzeitigen Gebäude beider Adressen bestehen nicht mehr), ein Indiz dafür, dass ihn seine rein administrative Arbeit keinesfalls befriedigen konnte. Ab 1939 war er in der Reichshauptstadt als Referent für das deutsche Kunsthandwerk bei der Reichskammer der bildenden Künste tätig, eine Rückkehr zum Design war ihm nicht mehr möglich.
Dieckmann verstarb kurz nach seinem 48. Geburtstag an einem Herzinfarkt, der auf eine große Überanstrengung während Luftangriffen der Alliierten auf Berlin zurückzuführen war.

## Künstlerische Darstellung

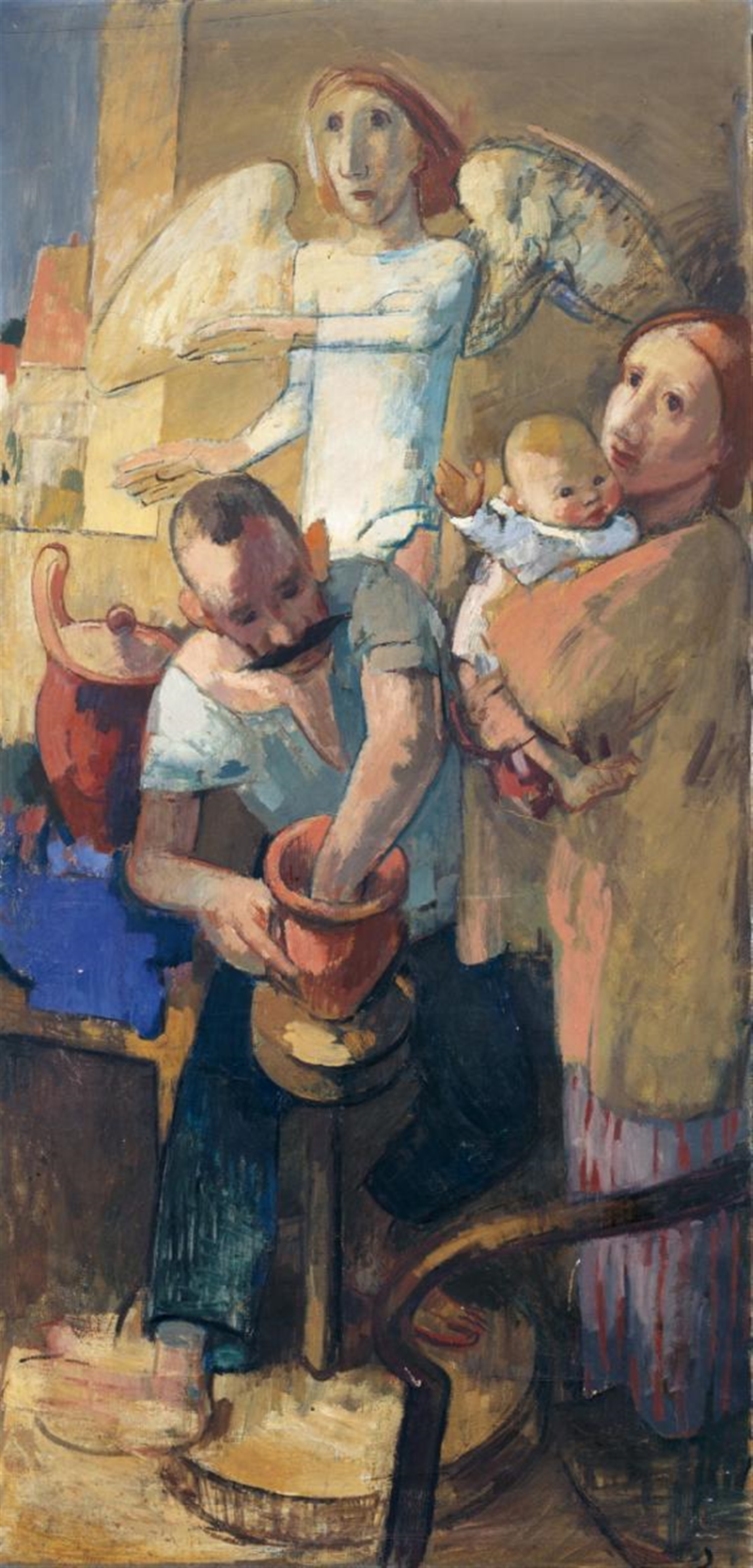
Dieckmann sinnbildlich als Töpfer (gemeint: Werkstoff- und Formengestalter), Gemälde von Johannes Driesch, 1929

Das christlich motivierte Gemälde Der Töpfer und sein Schutzengel des Bauhaus-Talents Johannes Driesch aus dem Jahr 1929 stellt Erich Dieckmann sinnbildlich als Töpfer (Werkstoff- und Formengestalter) dar. Bemerkenswert ist dabei der in die Bildmitte und somit in den Fokus gerückte schwer kriegsversehrte linke Arm Dieckmanns, der als aktiv formender und gestaltender Arm dargestellt wird. Auf diese schwere Verwundung dürfte sich der abgebildete Schutzengel beziehen, der darauf verweist, dass Dieckmann den Krieg nur knapp überlebt hat.
Für Johannes Drieschs Privatwohnung entwarf Erich Dieckmann während seiner Zeit am Bauhaus zwischen 1927 und 1929 Schlafzimmermöbel, bestehend aus einem dreitürigen Kleiderschrank mit Spiegel auf der Innenseite, zwei Einzelbetten mit hohem Kopf- und Fußteil, zwei Nachttische und eine Kommode aus Kirschbaumholz. Dieses Mobiliar ist in Dieckmanns Buchveröffentlichung von 1931 teilweise abgebildet und bis heute erhalten.

## Erich Dieckmann als Maler und Gebrauchsgrafiker (Auswahl)

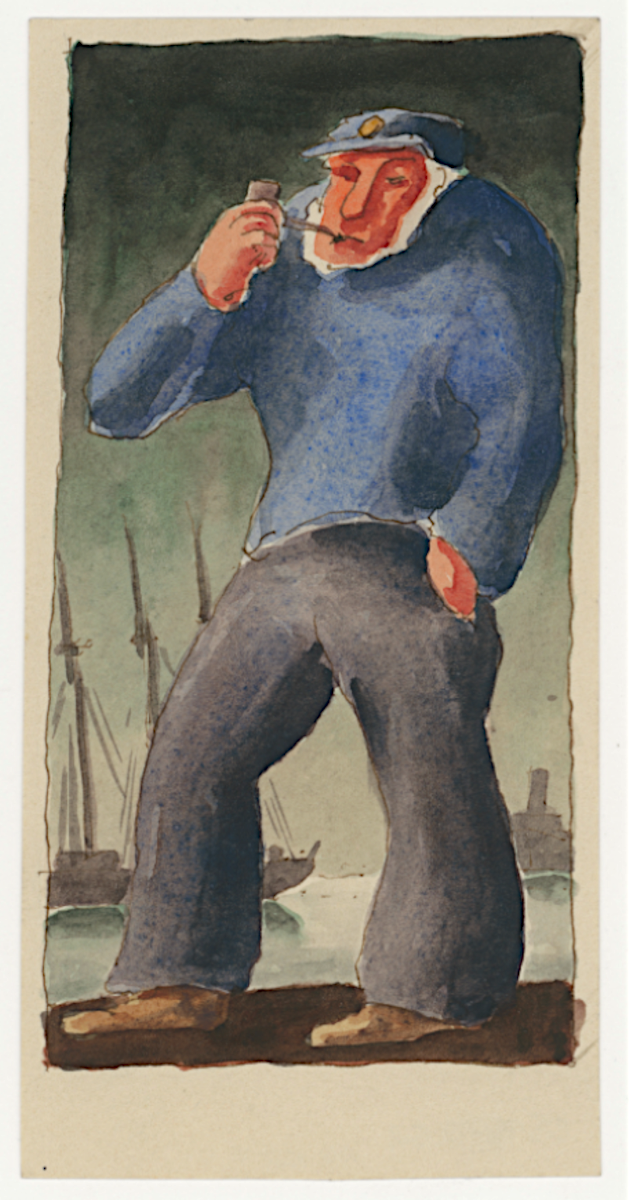
Tuschezeichnung Fischer am Hafen
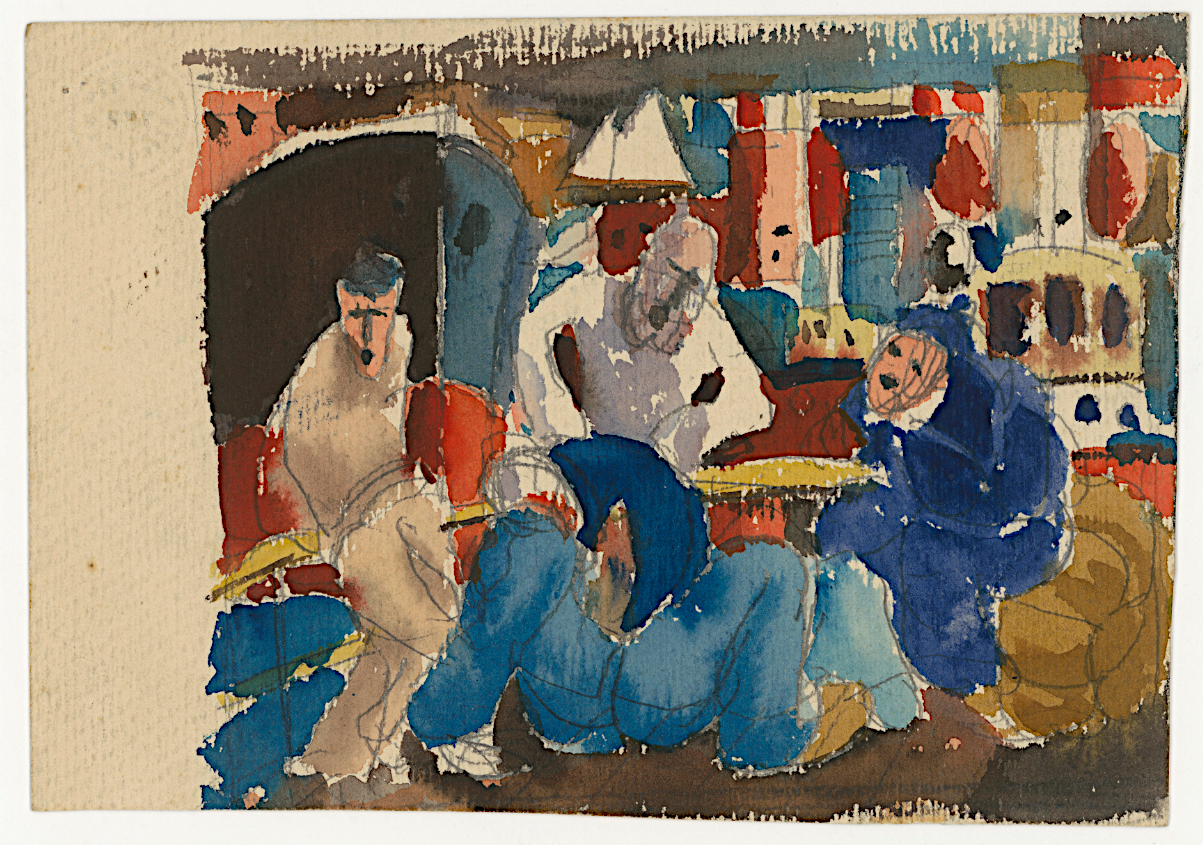
Tuschezeichnung Fischer
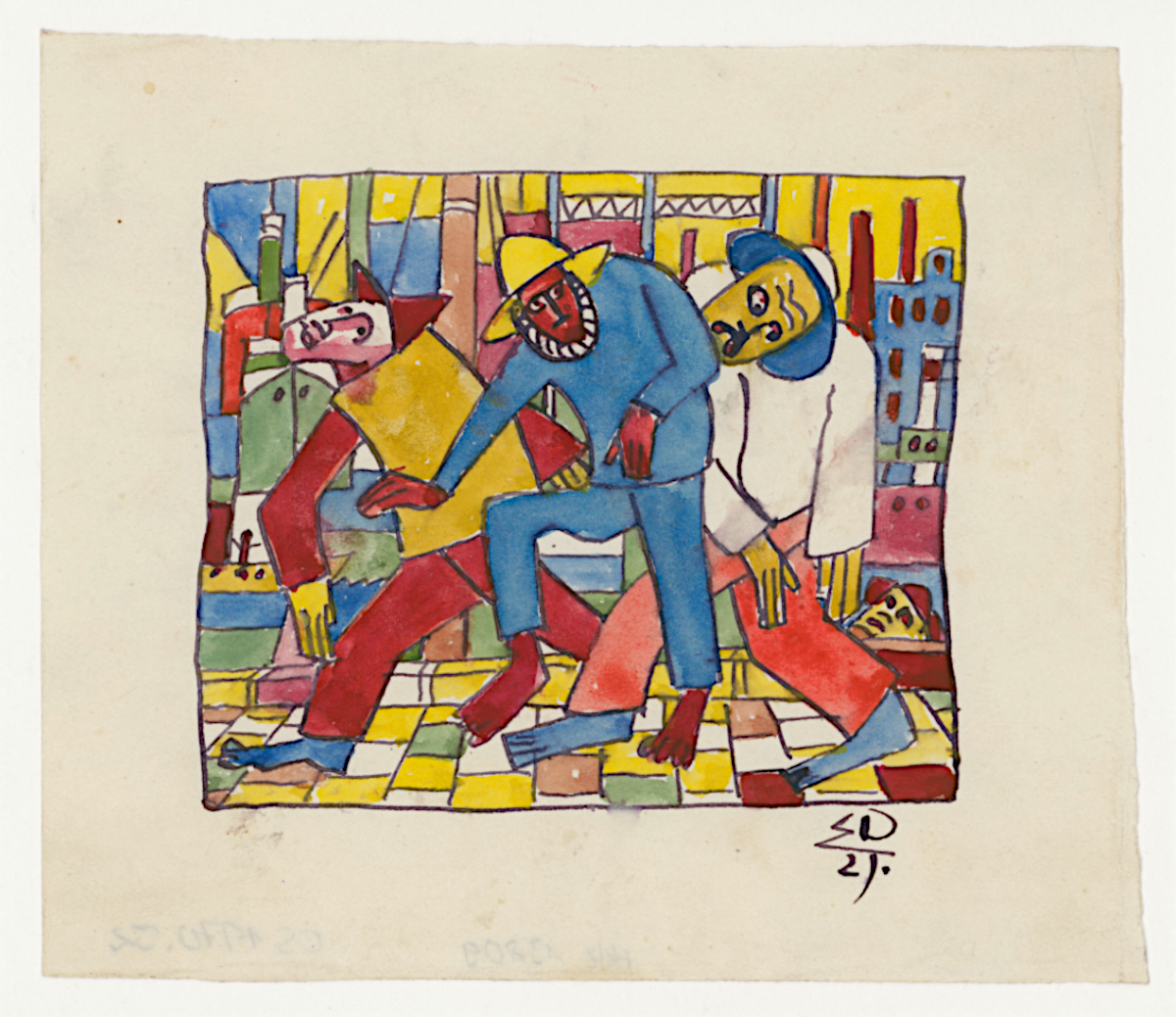
Tuschezeichnung Drei Fischer
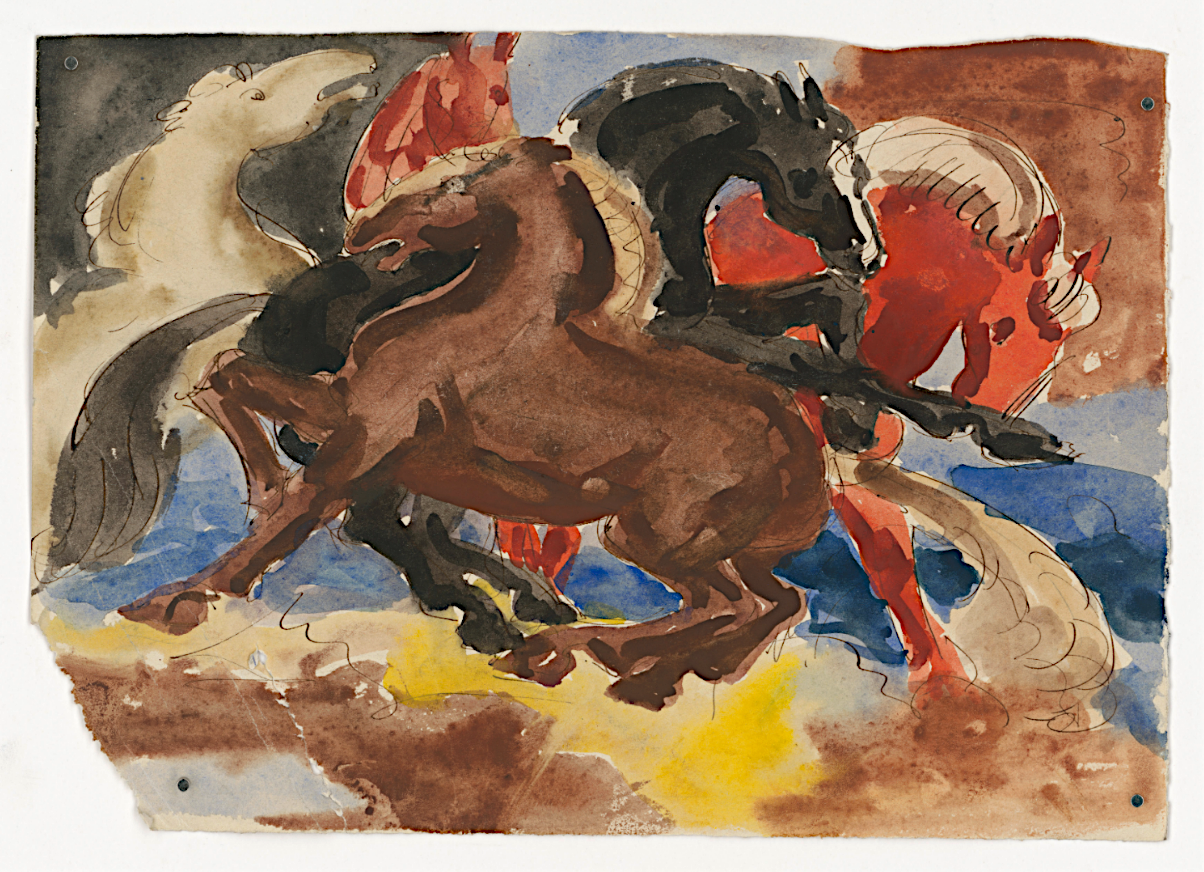
Tuschezeichnung Pferde
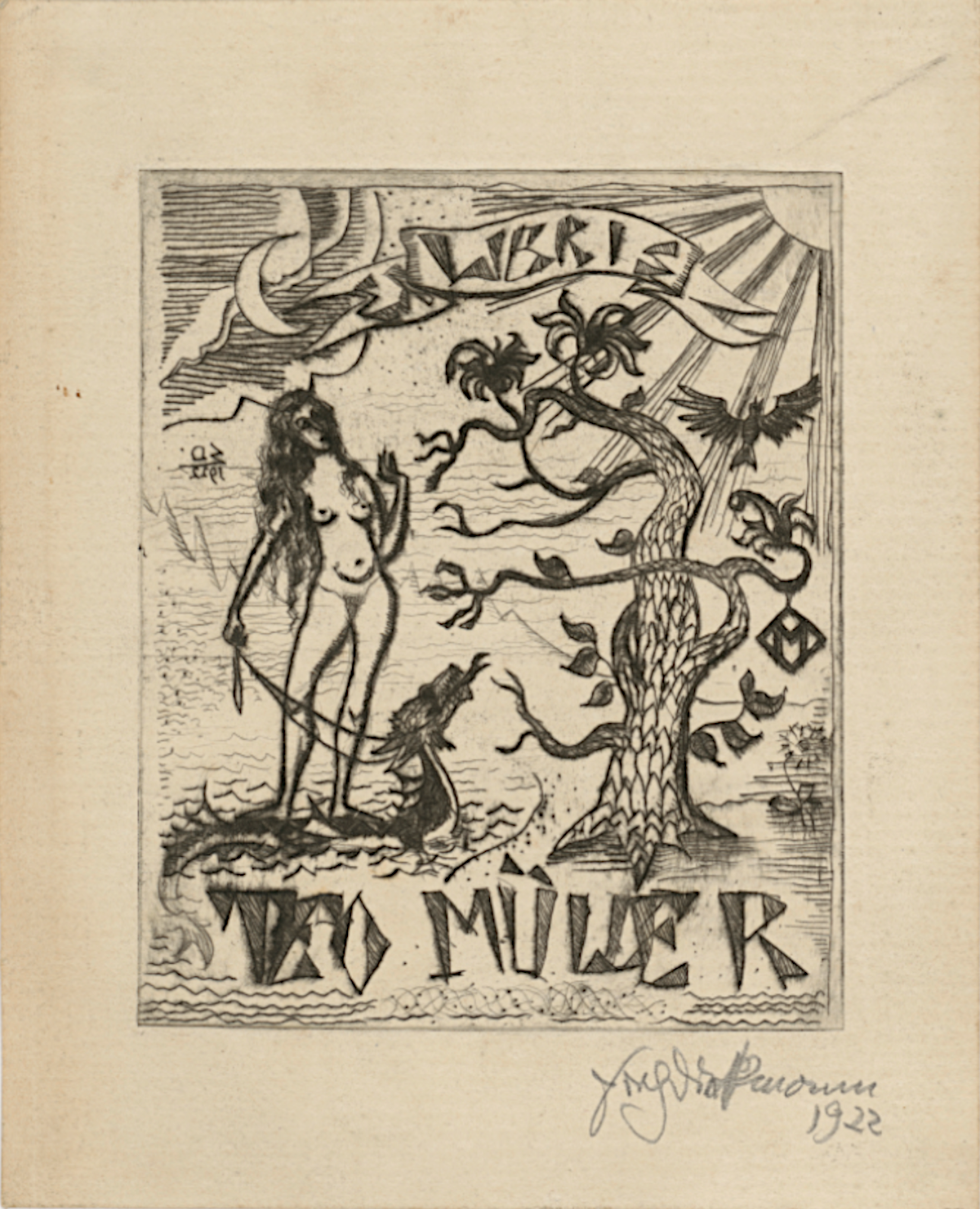
Grafik Ex Libris Theo Müller
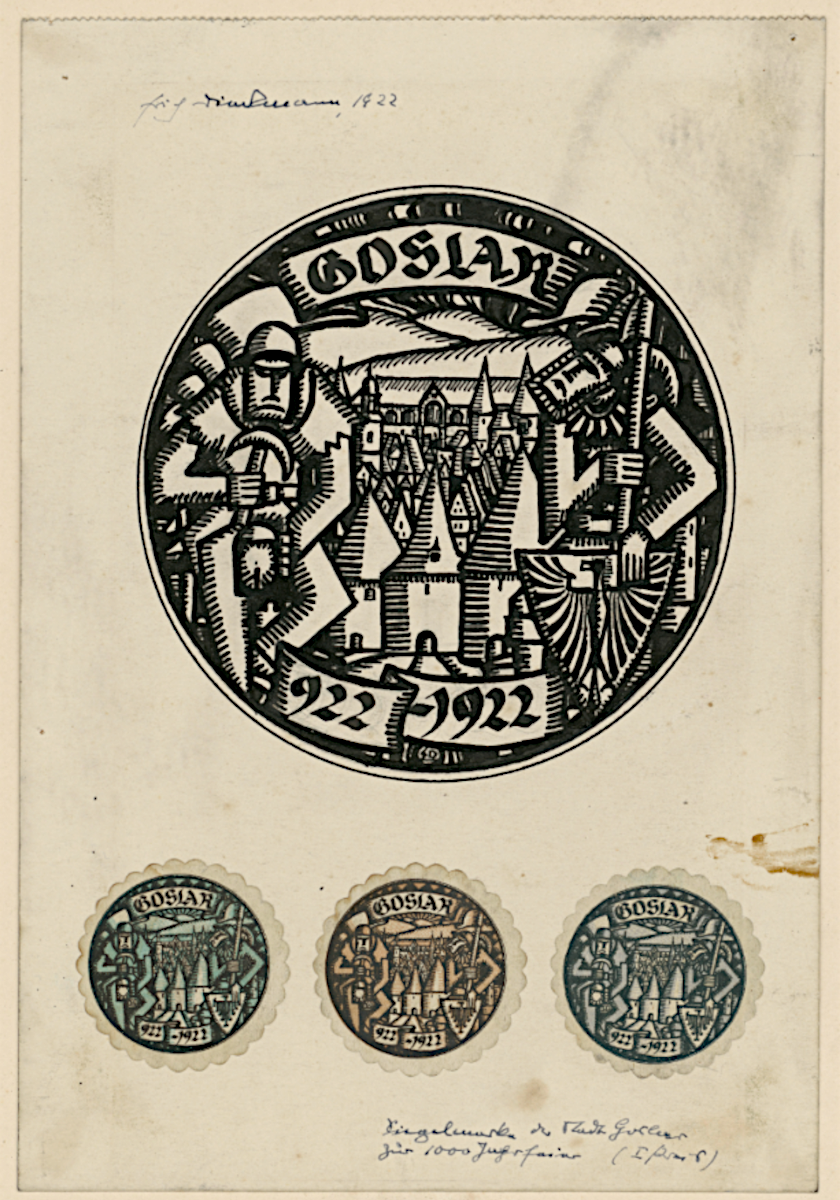
Grafik Siegelmarke 1000 Jahre Stadt Goslar, Entwurf und kolorierte Marken
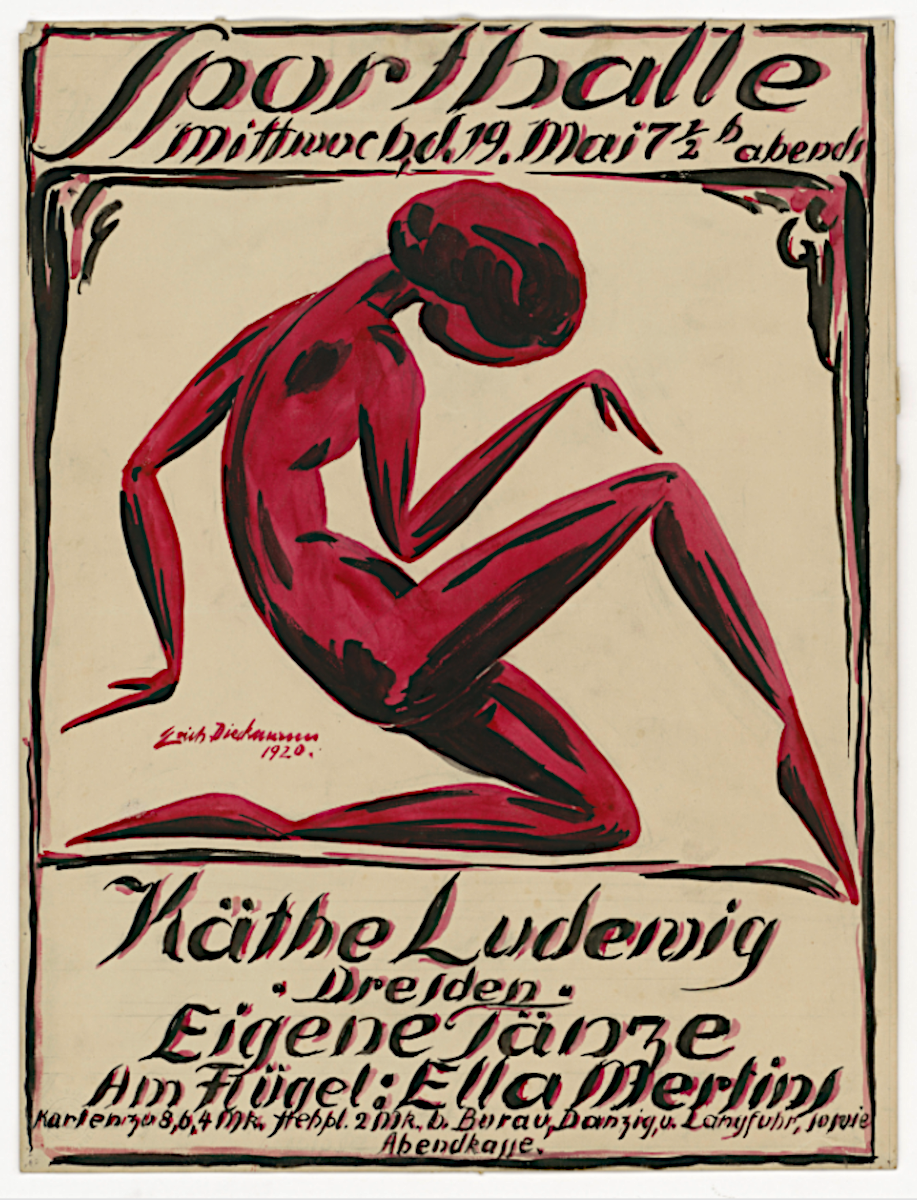
Grafikentwurf für "Käthe Ludewig. Eigene Tänze" 1920
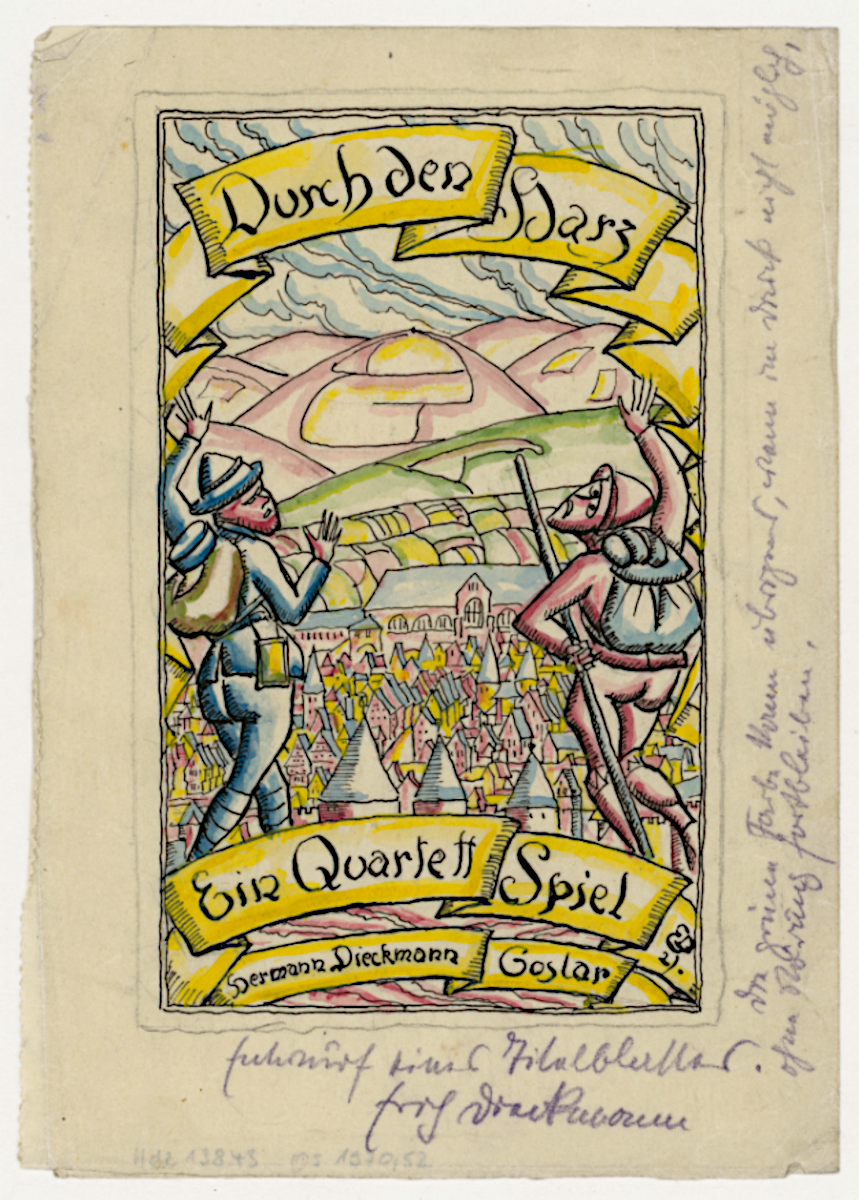
Grafik Titelblatt Quartettspiel Durch den Harz 1921

## Bauten als Architekt in Kleinmachnow und Berlin-Reinickendorf
- 1931 Wohnhaus Karl-August Götze Driftkamp 14.[56]
  - Anmerkung: Bei der Arbeit am Haus Götze kam es wahrscheinlich zum Kontakt mit dem Architekten Curt Koenert, der wie Dieckmann an der Technischen Hochschule Danzig Architektur studiert hatte. Koerner arbeitete ab 1932 als selbstständiger Architekt in Kleinmachnow. Es ist nicht bekannt und bedarf einer biografischen Überprüfung, ob es eine Verbindung zwischen ihnen gab.
- Zwischen 1934 und 1935 wird Erich Dieckmann als Architekt der Friedhofskapelle auf dem Waldfriedhof Kleinmachnow genannt und ist ein existierendes Zeugnis seiner vielfältigen Fähigkeiten. Dieses Bauwerk gilt als bemerkenswertes Beispiel der Architektur der 1930er Jahre im Land Brandenburg und wurde 2009 unter Denkmalschutz gestellt.[57][58]
- 1936/37 Berlin-Reinickendorf Siedlung Paddenpuhl zweiter Bauausschnitt, Zusammenarbeit mit den Architekten Fritz Beyer, Josef Scherer und dem Landschafts- und Gartenplaner Erwin Barth

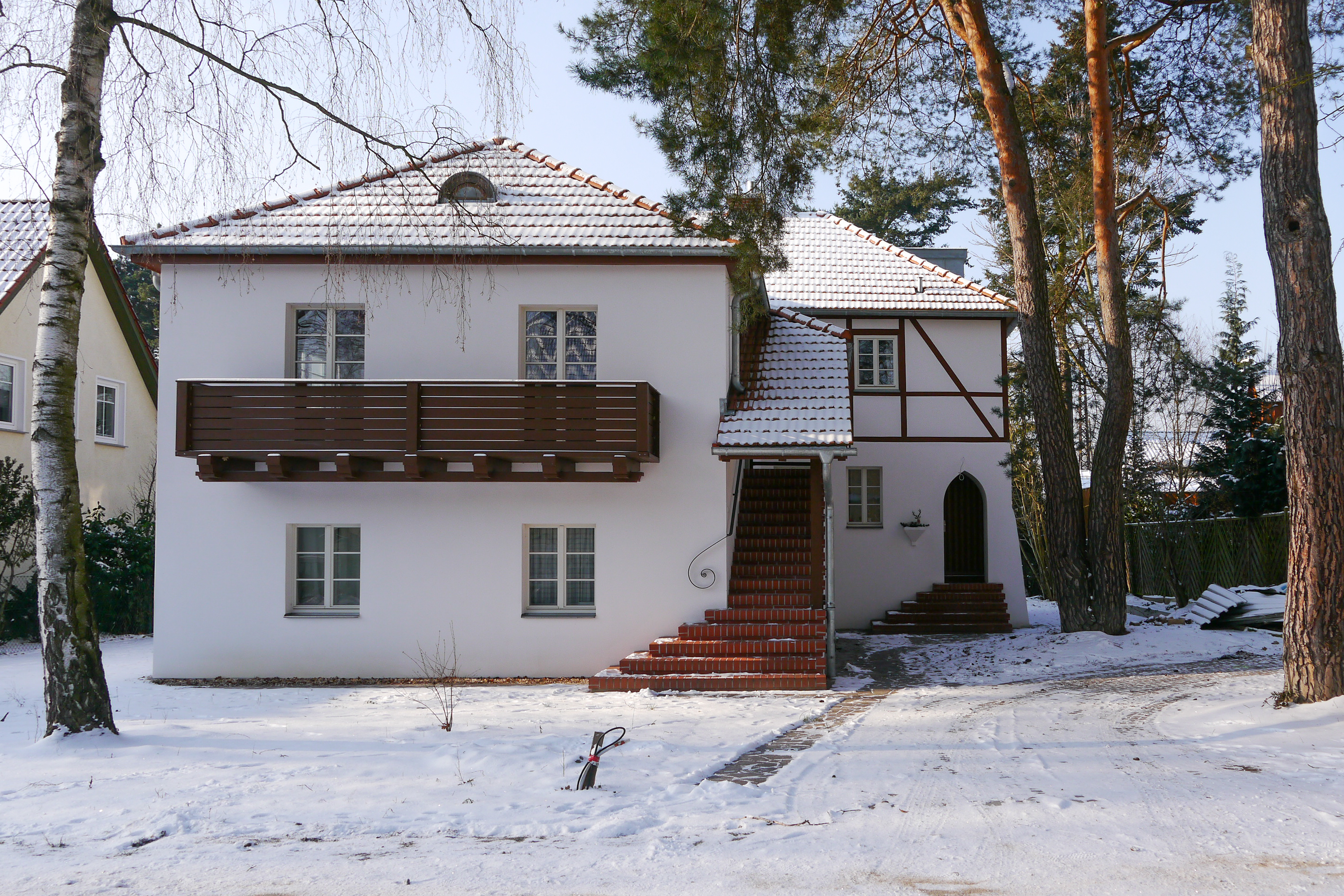
Wohnhaus Götze Driftkamp 14
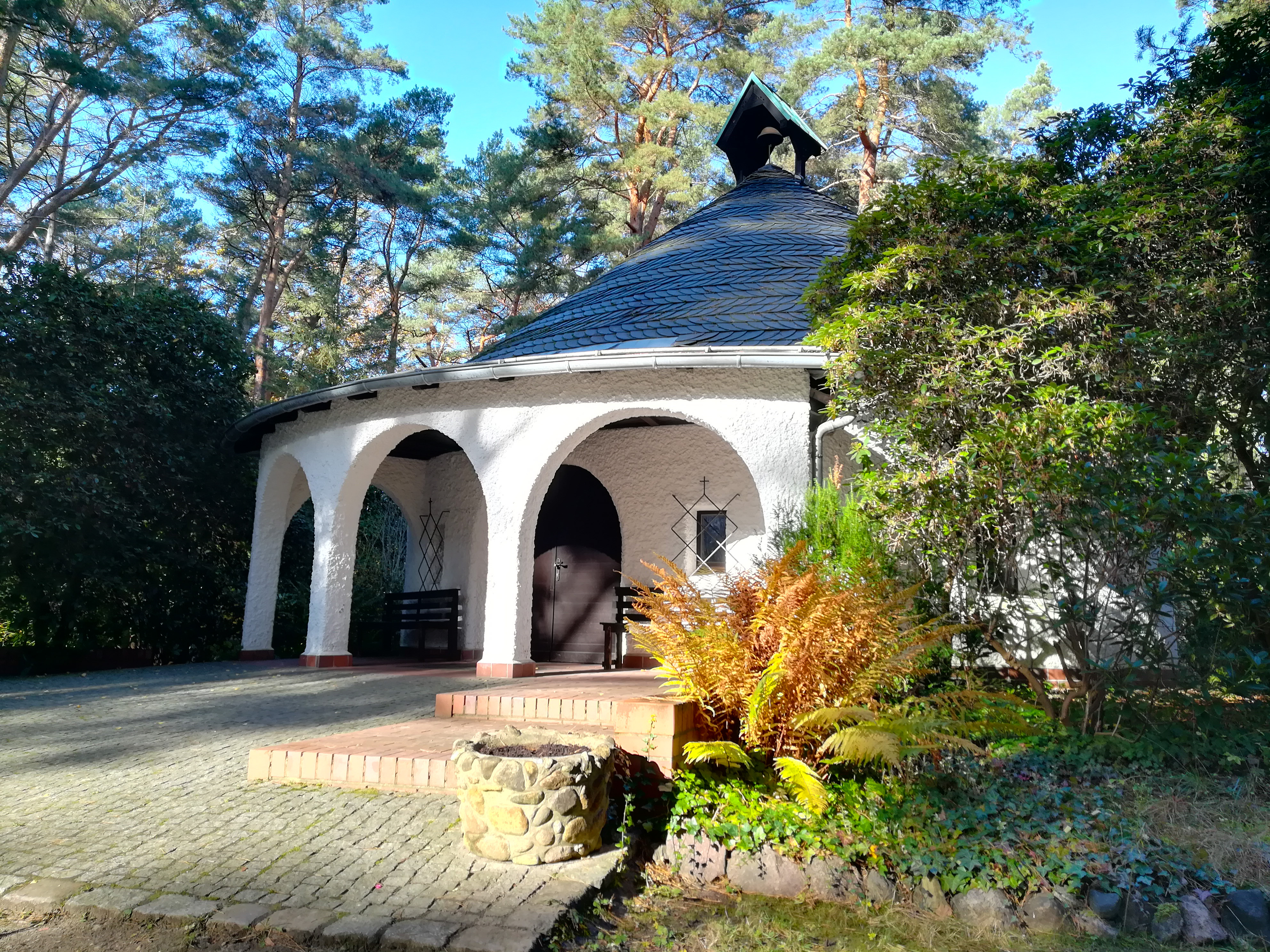
Kapelle Waldfriedhof Kleinmachnow, um 1934 Architekt Erich Dieckmann
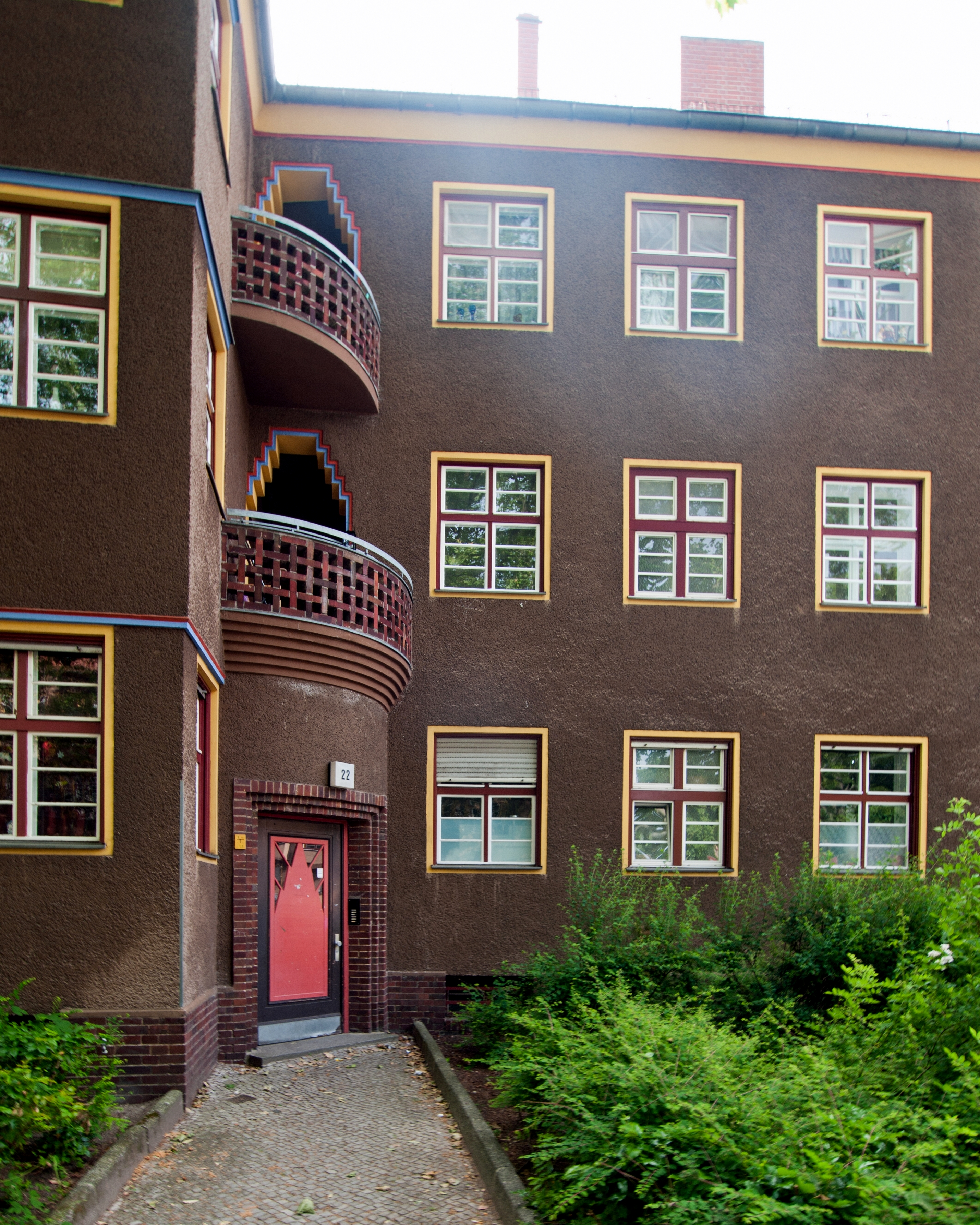
Gebäude der Siedlung Paddenpuhl am Breitkopfbecken

## Familie

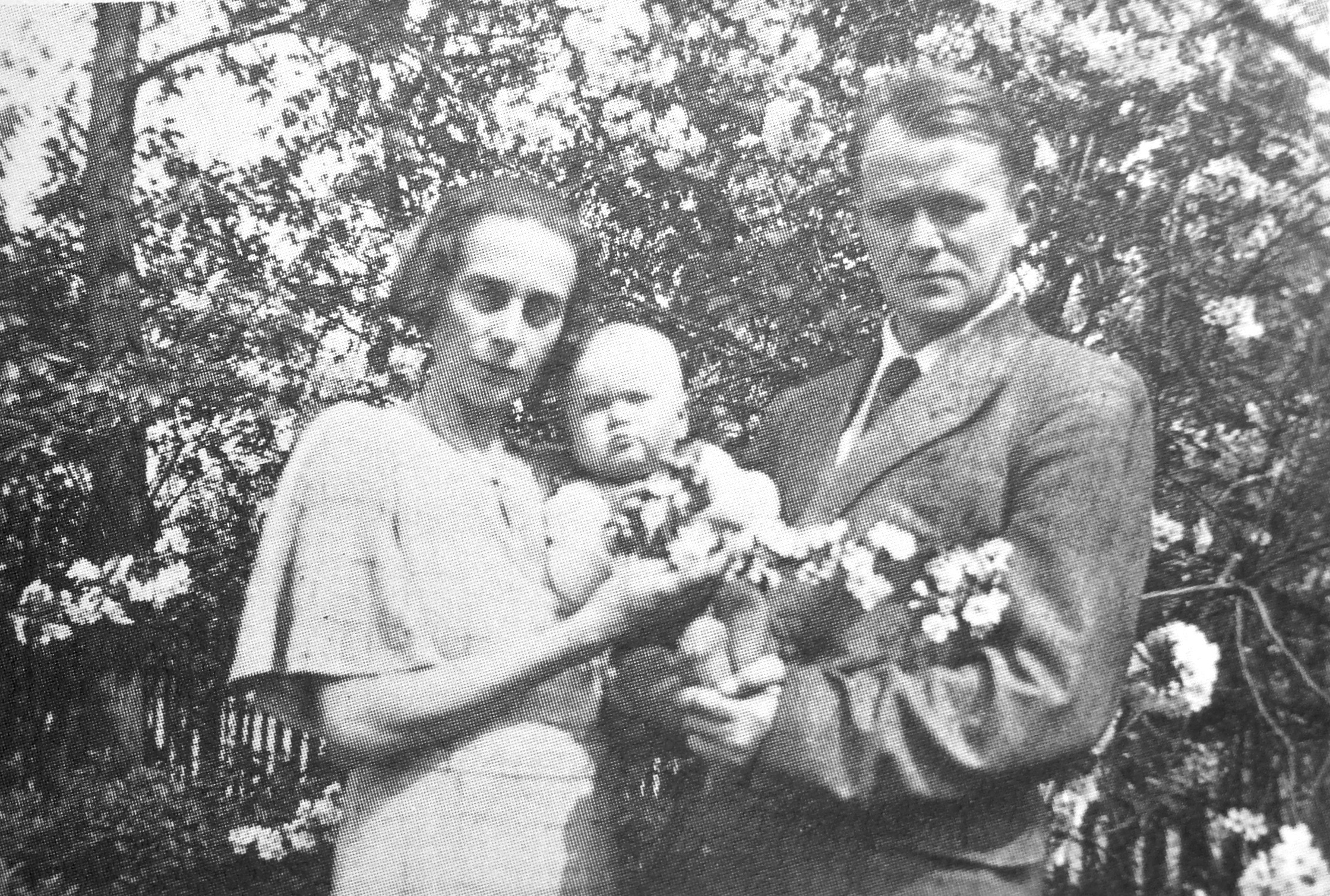
Katharina und Erich Dieckmann mit Baby, ca. 1935

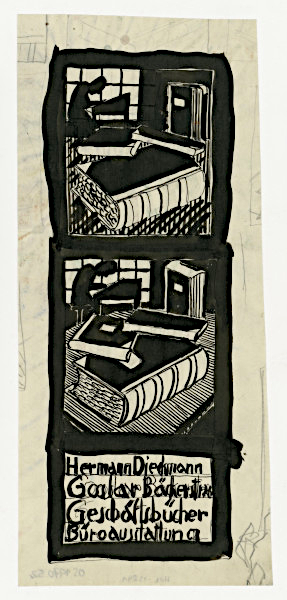
Firmensignet Hermann Dieckmann Büroausstattung (Gebrauchsgraphik) 1921 Erich Dieckmann

Aus seiner 1921 geschlossenen Ehe mit Katharina, geborene Ludewig, gingen bis zum Jahr 1935 vier Kinder hervor, darunter Tochter Anna Bettina (später verheiratete Sons) und Sohn Markus.
Katharina Ludewig war eine Schülerin der Tanzpädagogin Mary Wigman und Bauhaus-Studentin.
- Anmerkung: Ein Kaufmann Hermann Dickmann eröffnete 1921 in Goslar, in der Bäckerstraße 26, ein Geschäft für Bürobedarf, wofür Erich die Werbegrafiken gestaltete. Hier ist nicht bekannt, ob es sich um den Vater oder einer seiner Brüder handelt oder eines anderen Kaufmanns gleichen Namens. Gleichfalls öffnet am 15. September 1917, mit Vollmacht von Margarethe Dieckmann, die Kunst- und Bücherstube Erich Dieckmann Marktstr. 10 in Goslar.[59][60]

Dieckmanns Familie hielt auch nach dem Zweiten Weltkrieg mit der während der Zeit des Nationalsozialismus emigrierten Familie von Otto Bamberger Kontakt, seine Tochter Anna Bettina war für Otto Bambergers Sohn Klaus Philipp Bamberger im US-Bundesstaat New Jersey kurzzeitig als Au-pair tätig und heiratete in den Vereinigten Staaten.
Die Kinder:
- Uwe (* unbekannt)
- Markus (* unbekannt)
- Anna Bettina (* unbekannt)
- Fedore (* unbekannt)

## Veröffentlichungen
- Möbel. 1. Arbeiten von Erich Dieckmann, Fachlehrer für Innenausbau und Möbel an der Staatlichen Bauhochschule Weimar. In: Stein, Holz und Eisen. Halbmonatsschrift für neue Bauwirtschaft und Baugestaltung, 41 (1927), S. 1069–1072.
- Zu den Arbeiten der Staatlichen Bauhochschule für Handwerk und Baukunst Weimar. In: Die Baugilde. Baukunst, Bauwirtschaft, Bautechnik, 9. Jg. 1927, S. 1426f.
- Erich Dieckmann, Katharina Dieckmann (Bearb.): Möbelbau – Holz Rohr Stahl Die Baubücher, Band 11. Julius Hoffmann Verlag, Stuttgart 1931, ISBN 3-9802539-2-9, S. Leseprobe (google.de). Neuauflage: Vitra Design Museum, Weil am Rhein 1990
- Geschichte eines Schwerkriegsbeschädigten, 14 Seiten handschriftlich mit 13 eigenhändigen und großteils signierten Zeichnungen, Halle (Saale) 1934 [Illustrierter Lebenslauf zu Bewerbungsschreiben während der Arbeitslosigkeit von 1933 bis 1936].

## Dieckmanns Entwürfe Inspiration für heutige Designer (Auswahl)

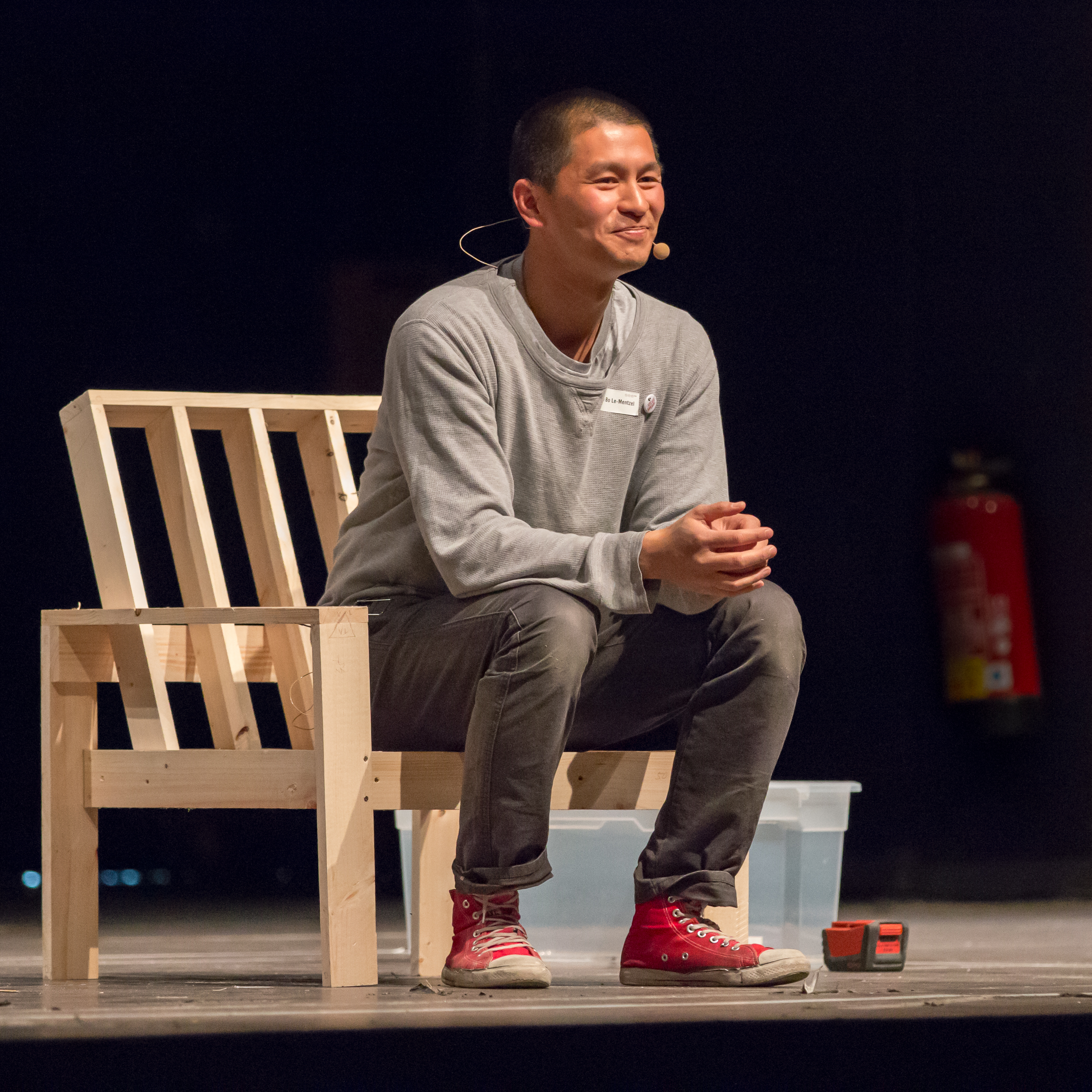
Van Bo Le-Mentzel auf einem „Hartz-IV-Sessel“ während der größten deutschen Design-Konferenz See-Conference 2015

- Van Bo Le-Mentzel laotisch deutscher Architekt. Er wurde bekannt durch das Design zum Selberbauen der „Hartz-IV-Möbel“ mit geringem Kostenaufwand.

## Ausstellungen
- 1990/91 – Erich Dieckmann – Praktiker der Avantgarde. Möbelbau 1921–1933. Bauhaus Dessau, 28. November 1990 bis 24. Februar 1991.
- 1991 – Erich Dieckmann – Praktiker der Avantgarde. Möbelbau 1921–1933. Kunsthalle am Theaterplatz der Kunstsammlungen zu Weimar, 15. März bis 28. April 1991.
- 2019 – Erich Dieckmann (1896–1944) – Ein Bauhäusler und Burglehrer, im Rahmen des HALLETHEMA 2019 – Halle und die Moderne, Stadtarchiv Halle (Saale), 12. März bis 18. April 2019.[62]
- 2022 – Ausstellung „Stühle: Dieckmann!“ in Halle (Saale). (Burg-Galerie im Volkspark, 11. Februar bis 27. März 2022).
- 2022 – Ausstellung „Stühle: Dieckmann!“ in Berlin. (Kunstgewerbemuseum, 7. Mai bis 14. August 2022).

## Stimmen zu Erich Dieckmann aus heutiger Sicht (Auswahl)
“Es entstand ein deutliches Bild von einem Mann, der zunächst 1930 in Weimar entlassen wurde, dann Ende Oktober 1933 in Halle an der Saale ein weiteres Mal. In beiden Fällen spielten nationalsozialistische Ressentiments gegen die Schule eine Rolle.
Dieckmann jedoch verhielt sich systemkonform, und es gelang ihm, ab 1936 neue Anstellungen in den Regierungsorganisationen, dem Amt „Schönheit der Arbeit“ und der Reichskammer der bildenden Künste, zu erhalten. Auch wenn es ihm gelang, die Unterstützung der Kulturpolitik und des NSDAP-Gauleiters zu erlangen, blieb er ohne Erfolg. 
Was von ihm blieb, war kein siegreicher Künstler, sondern ein Mann, der als Invalide aus dem Ersten Weltkrieg zurückgekommen war, seines künstlerischen Berufes beraubt wurde und mit einem Bürojob bei der Reichskunstkammer bis zu seinem Tod in Berlin ein Auskommen hatte.”